# 牛頭角下邨

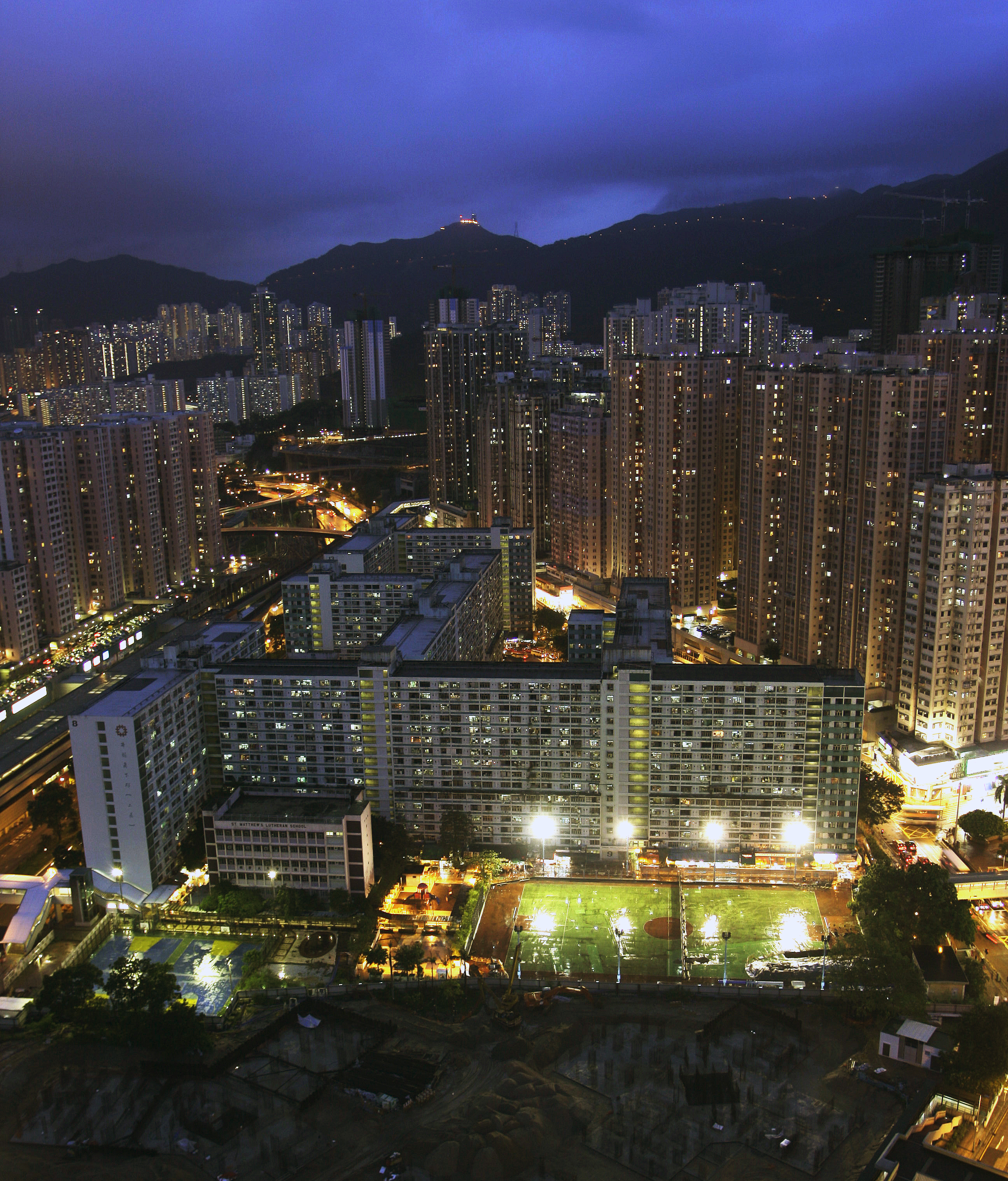
重建前的牛頭角下邨（二區）全景圖

牛頭角下邨（英語：Lower Ngau Tau Kok Estate）是香港房屋委員會位於香港九龍觀塘區佐敦谷的公共屋邨，為香港市區最後一個開展重建的徙置區、項目編號為KL49RR。牛頭角下邨一區於2004年拆卸後，由房屋署總建築師（2）楊耀輝為首及其團隊作總體設計，再由周古梁建築工程師有限公司作細部設計，在設計將傳統的牛頭角下邨歷史建築細部再次運用在其新大廈之上，包括麻石外牆入口、通花磚屏風阻隔行人道及單位洗手間的視線，地上刻有牛頭角下邨及其鄰近地方歷史的小廣場，還有小型歷史展覽館展示牛頭角下邨歷史文物，館址設於一樓天橋上，以全部展示及延伸牛頭角下邨的歷史。
由於「孫九招」限制開展部份「非必要」公屋重建項目，此邨延至2008年才展開一連串土地平整及地基工程，用以興建公屋大廈，於2012年8月入伙；第二期於2015年12月入伙。而二區於2011年完成拆卸後，於2016年開始動工興建東九文化中心。

## 歷史

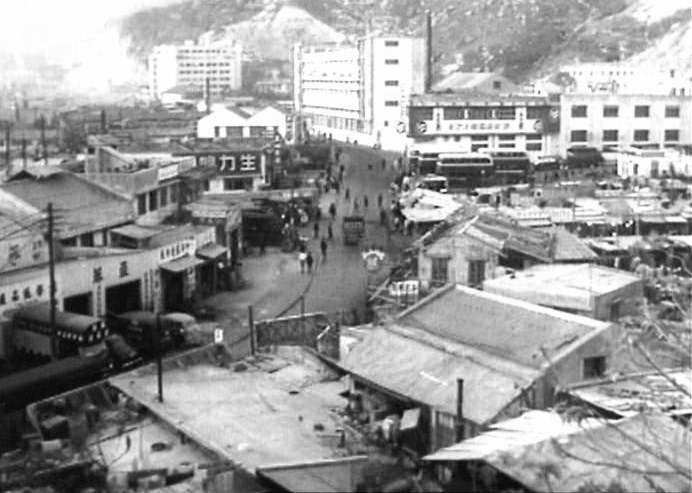
因牛頭角徙置區興建工程而遭拆村的牛頭角村（1950年代）

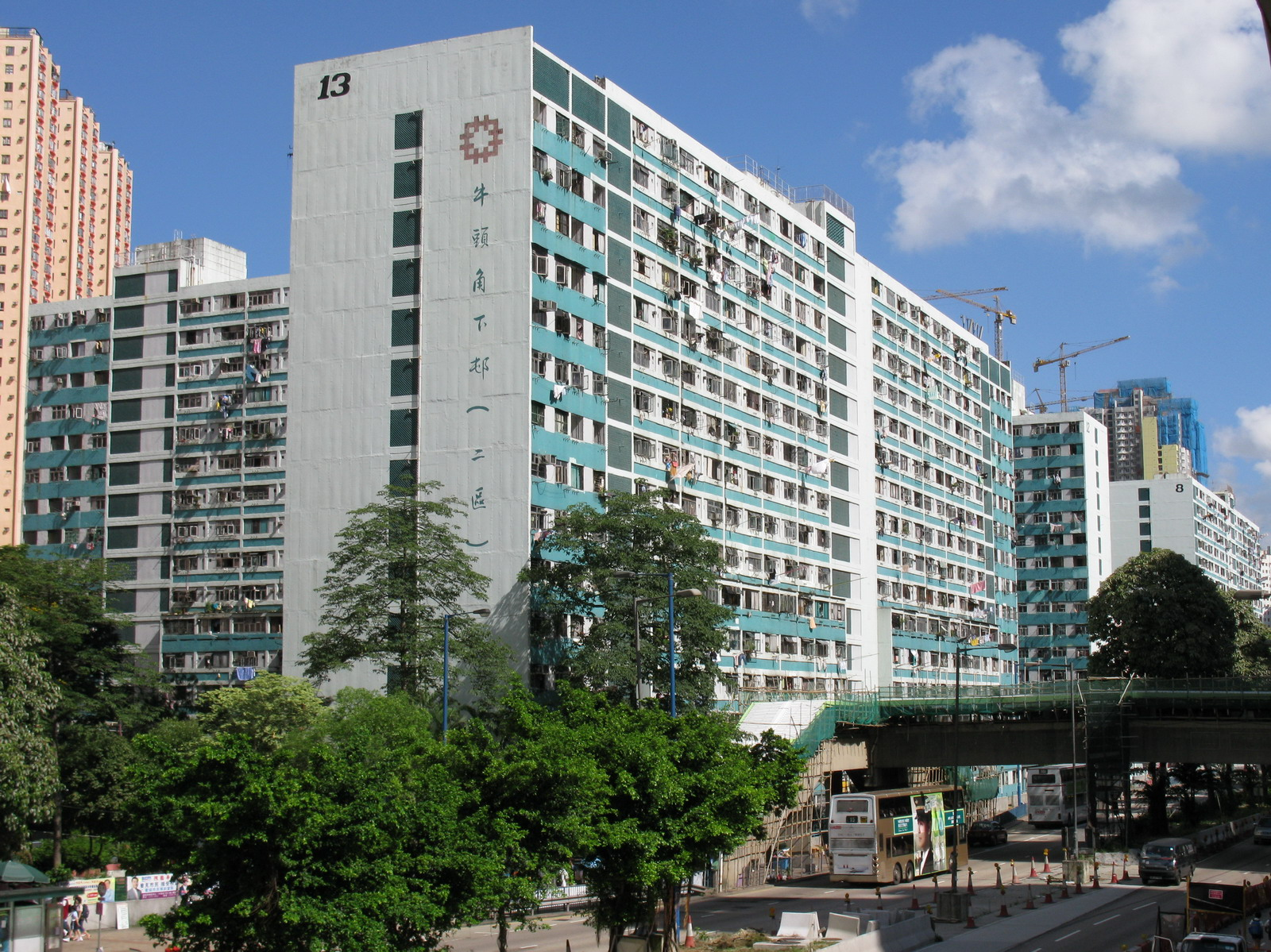
前牛頭角下邨二區第13座（2008年6月）

重建前的牛頭角下邨各座位置圖

牛頭角徙置區是牛頭角下邨的前名，前身為1953年起中築建的填海地，廠商自行於淘化大同工廠和船廠填土地之間的海灣填海，1955年已完成逾一百萬平方呎。1960年代中，填海工業地被政府收回以興建牛頭角徙置區。徙置大廈於1967年至1969年興建，當中第8至12座繼福來邨永隆樓後採用預製組件形式建造的公共房屋；但由於成效不彰，此技術未有再應用至其他公共屋邨大廈，直至1980年代中末興建大埔太和邨2至3期（包括寶雅苑）為止。在落成時，適逢政府決定收回油麻地76座舊式住宅樓宇，以興建包括油麻地停車場大廈、梁顯利油麻地社區中心等公共設施，此邨的第7座遂成為該批受影響居民的接收屋邨。1973年香港房屋委員會成立後，旁邊的「牛頭角政府廉租屋」改名為牛頭角上邨；牛頭角徙置區則改名為現在的牛頭角下邨，分為「一區」及「二區」。牛頭角下邨落成後，同時啟用圍繞該邨的牛頭角第一街至第五街。1970年代，牛頭角下邨配備以一區第1至7座黃色、二區第8至14座橙色作為區分用途，直至1980年代後，更改為一區粉紅色及二區藍綠色的配搭。

### 重建前相片集

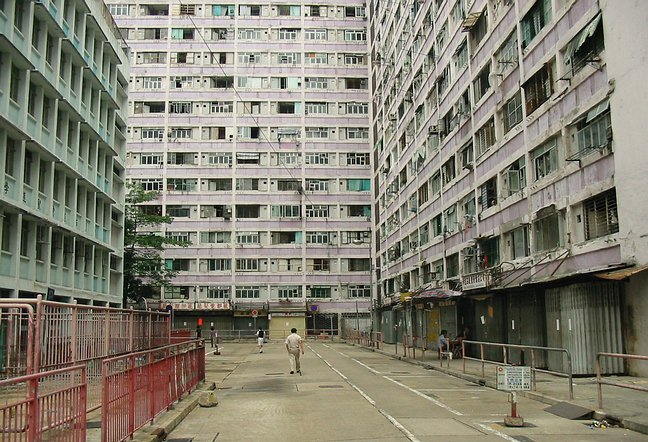
牛頭角下邨第6座以及牛頭角第三街 （2000年5月）
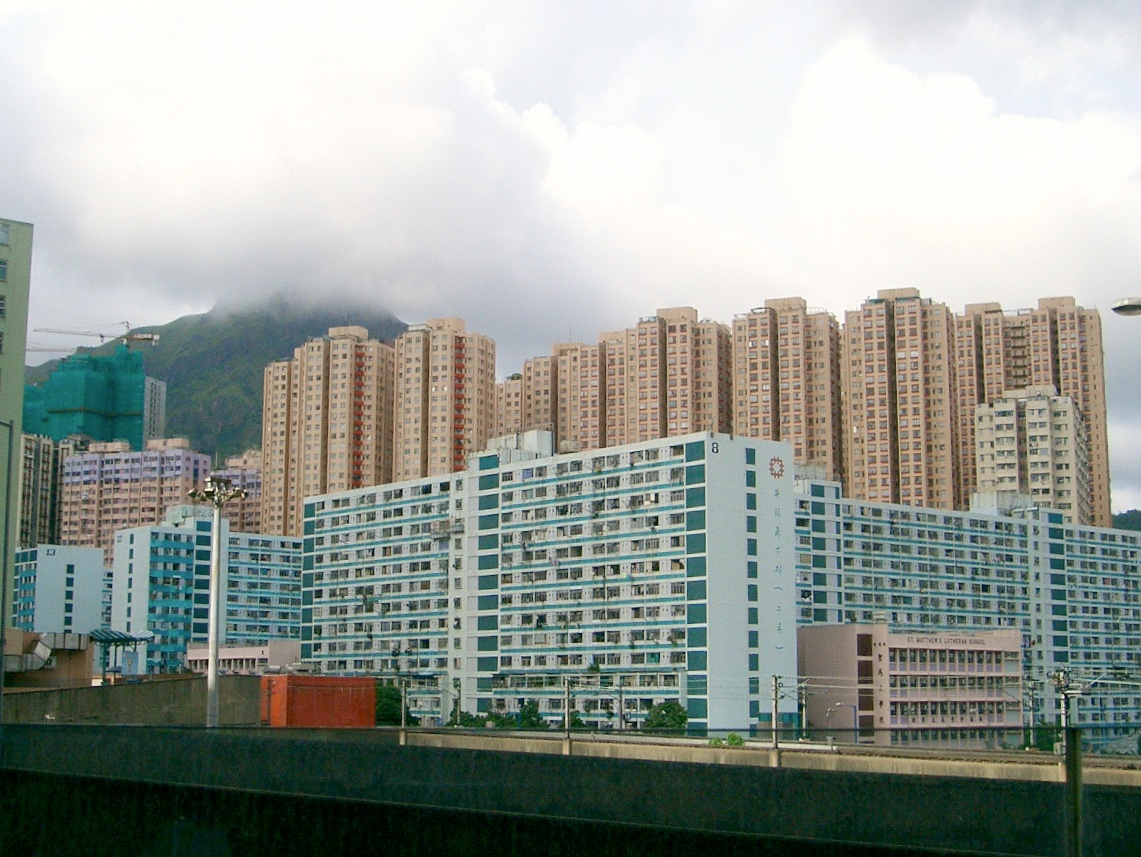
牛頭角下邨及其周邊景貌 （2007年8月）
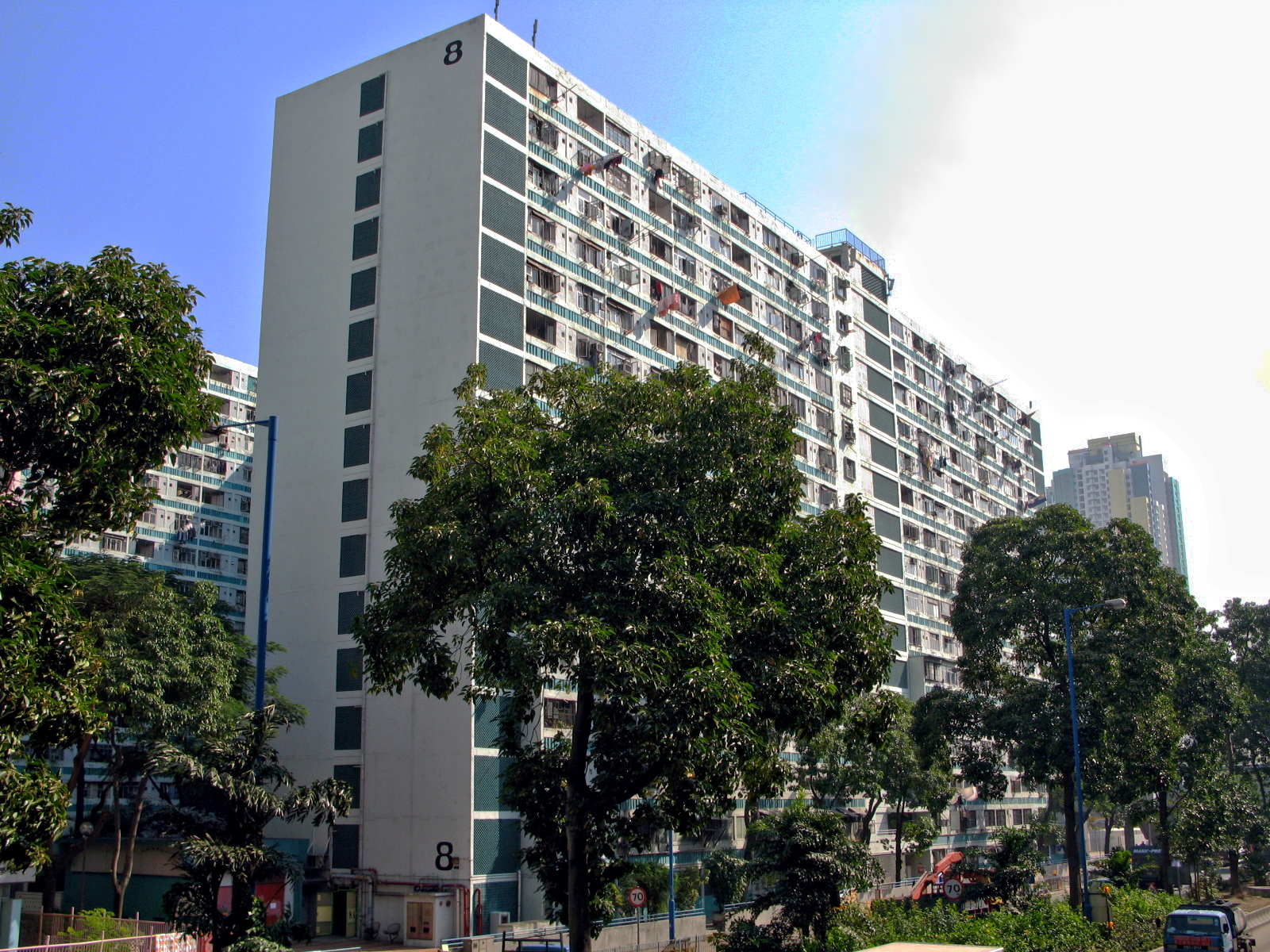
牛頭角下邨第8座 （2009年1月）
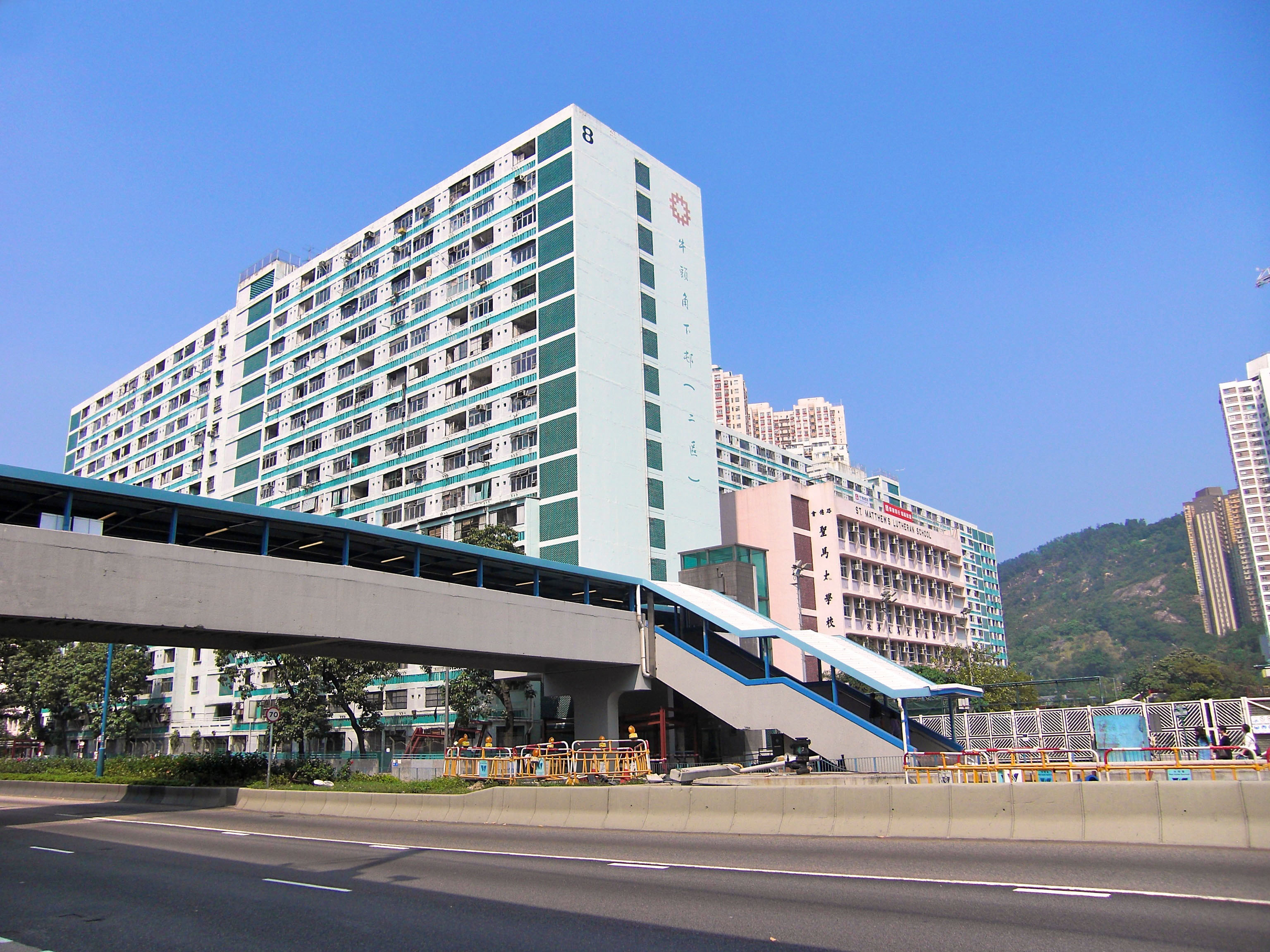
牛頭角下邨第8及9座 （2010年3月）
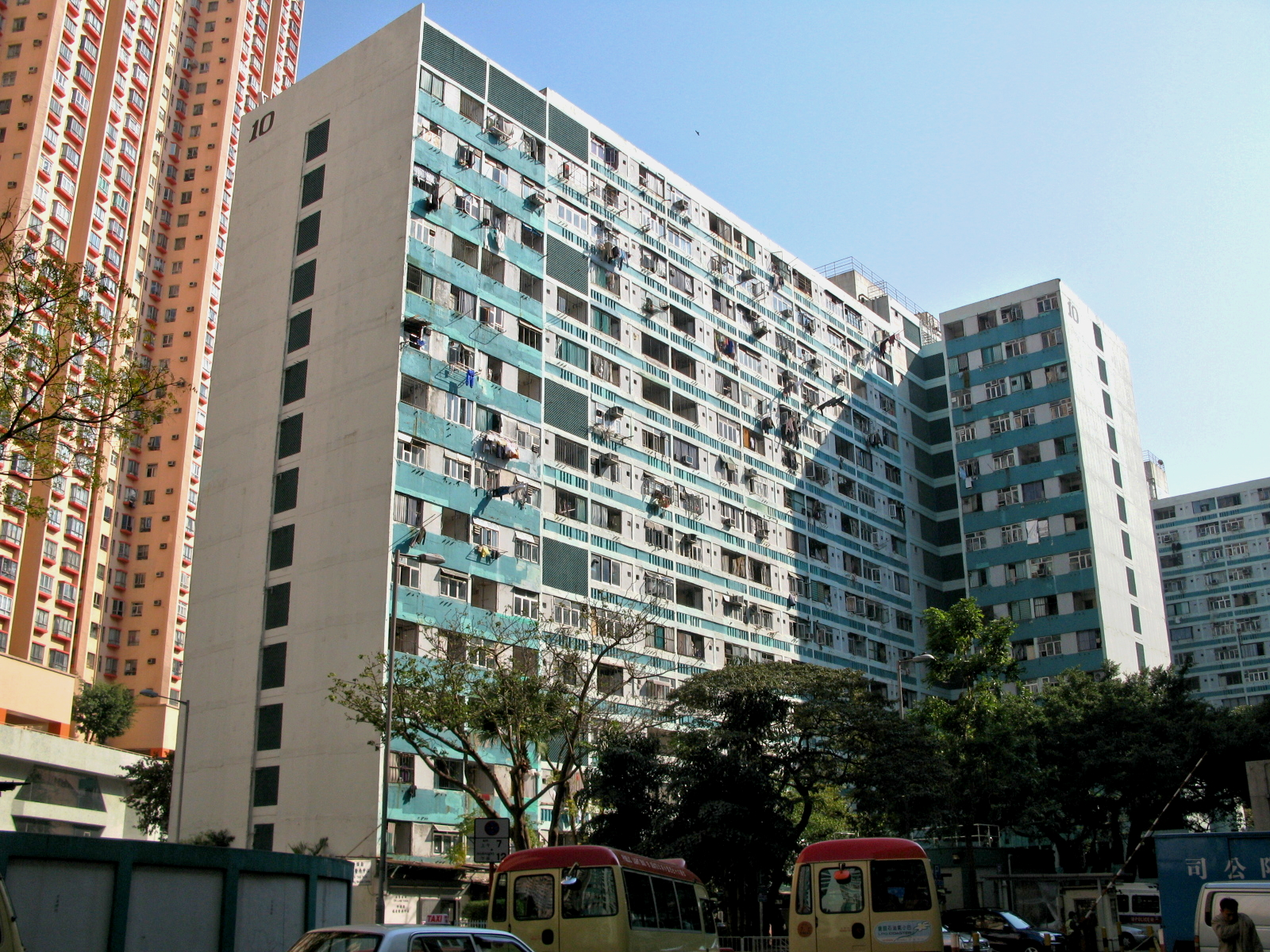
牛頭角下邨第10座 （2009年1月）
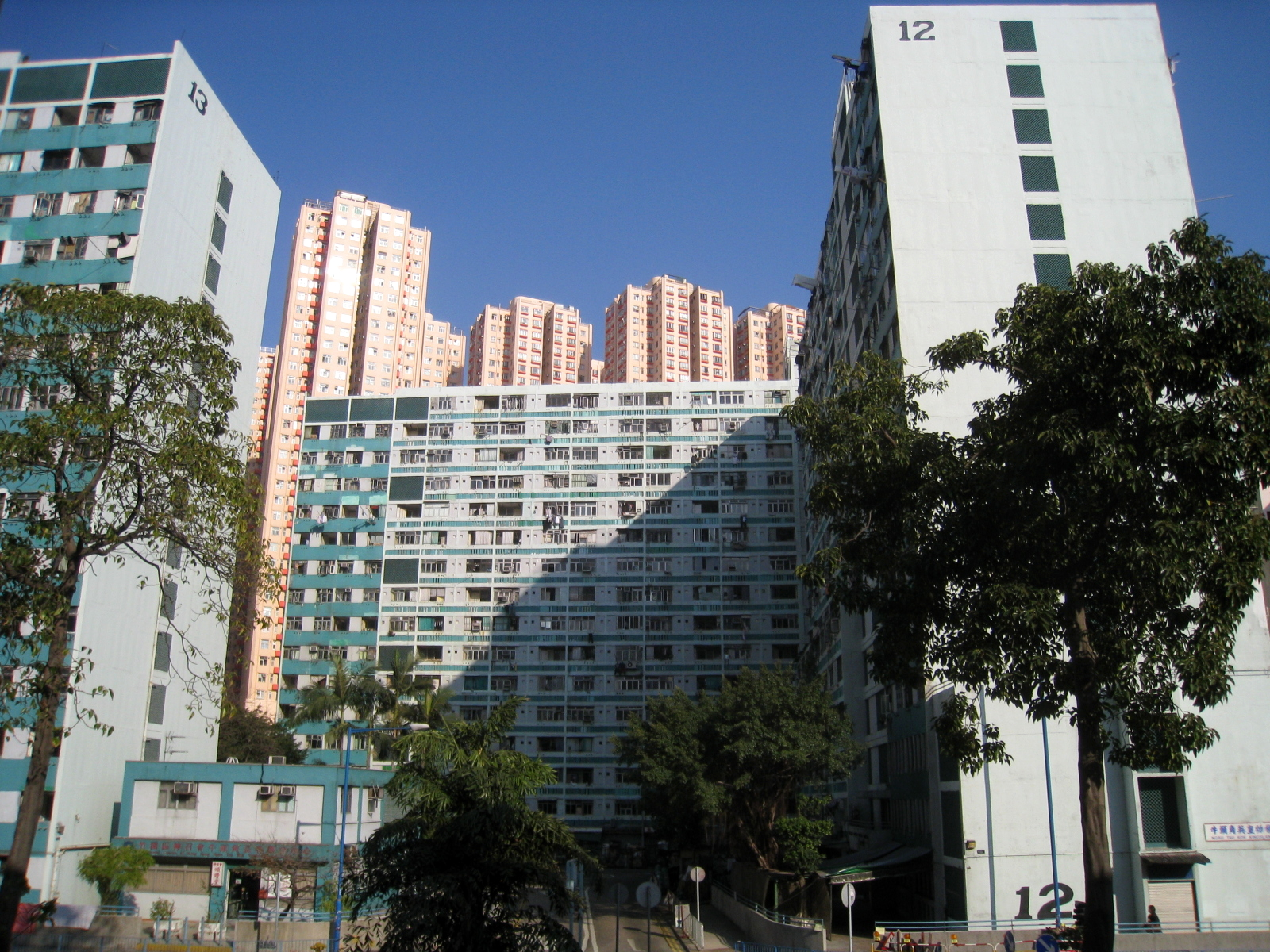
牛頭角下邨第12座 （2009年1月）
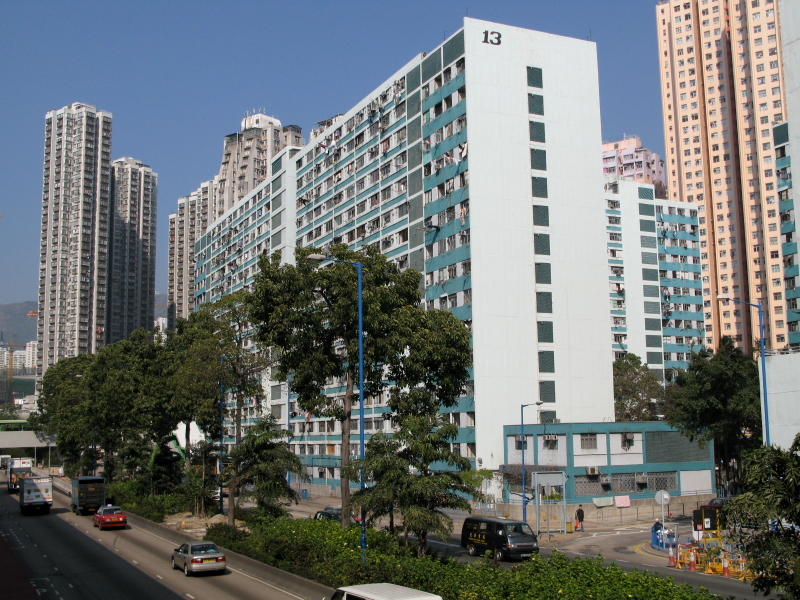
牛頭角下邨第13座 （2009年1月）
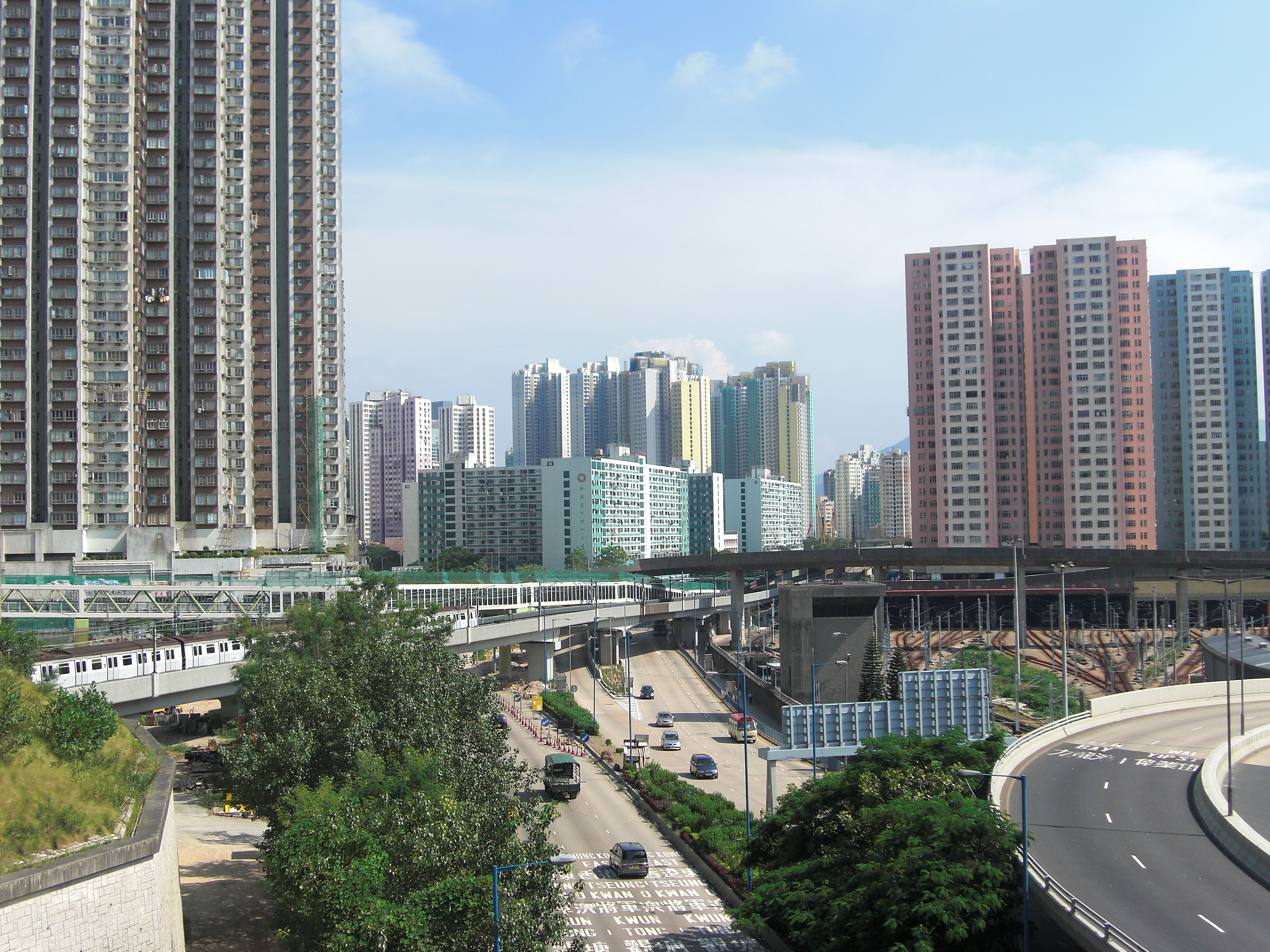
從佐敦谷遠眺牛頭角下邨 （2008年9月）
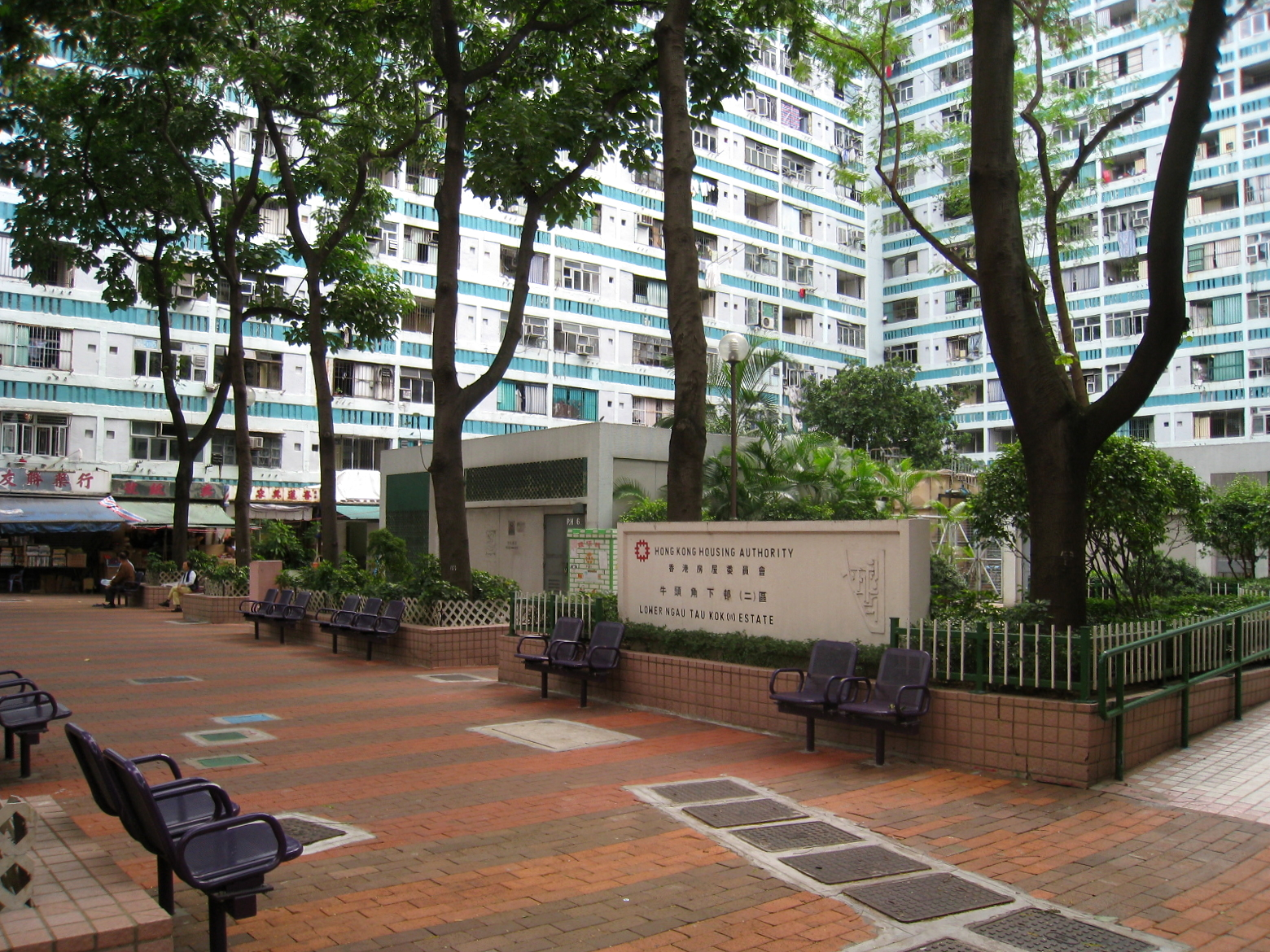
牛頭角下邨休憩空間（2009年1月）
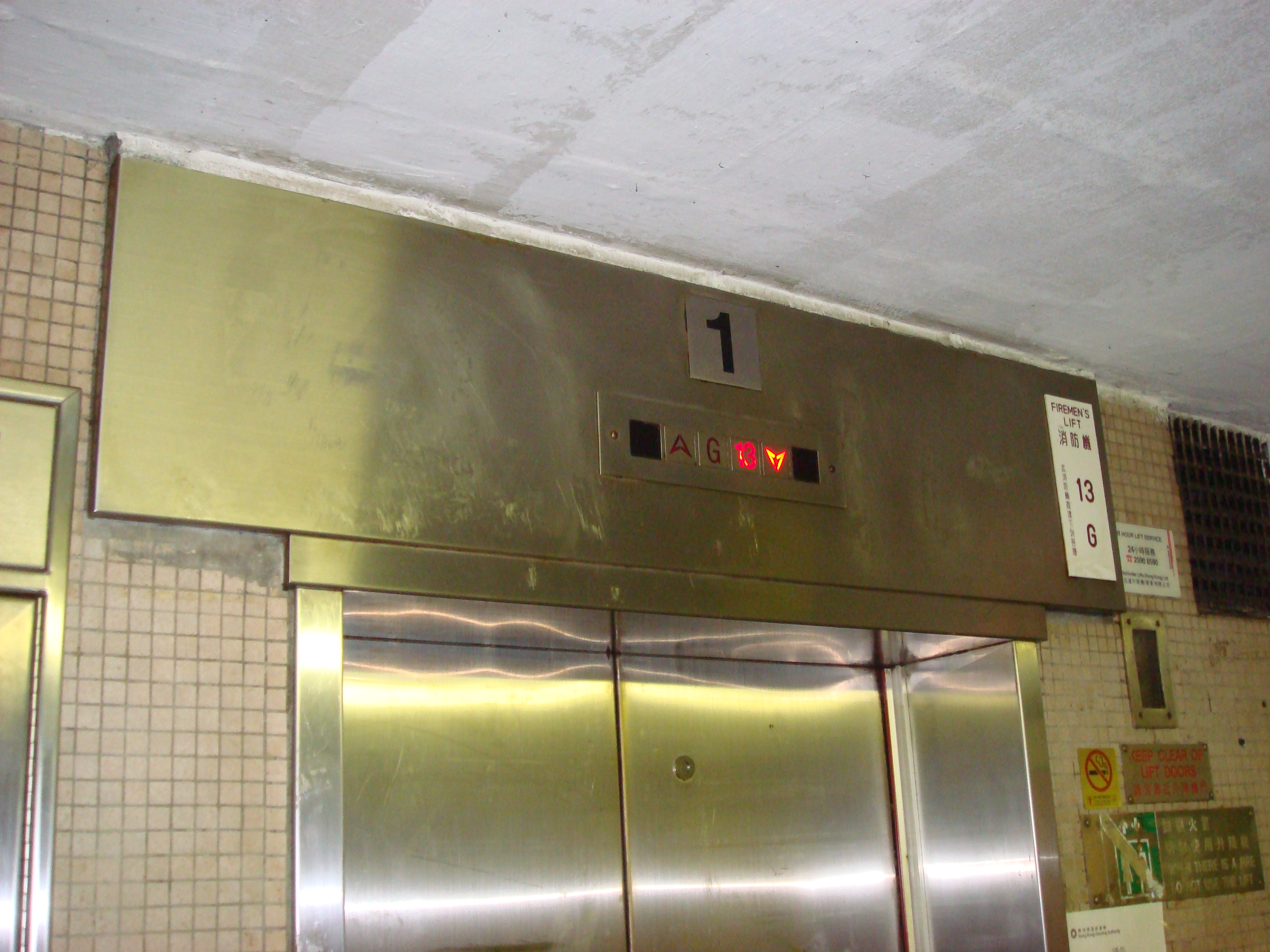
牛頭角下邨（二區）的升降機只會由地面（G/F）直達九樓（8/F）或十四樓（13/F），中途不停任何樓層
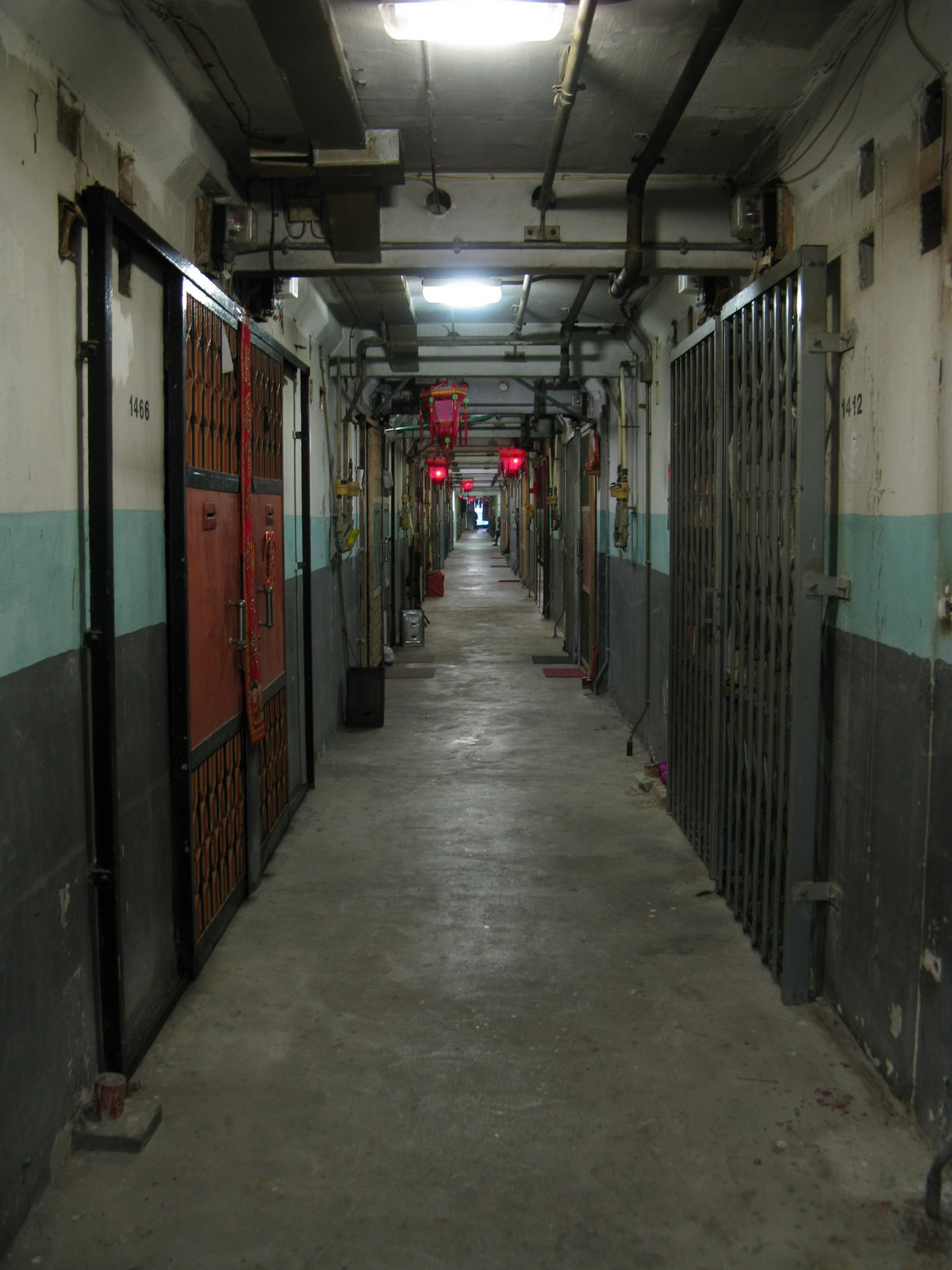
牛頭角下邨第9座走廊（2008年12月）
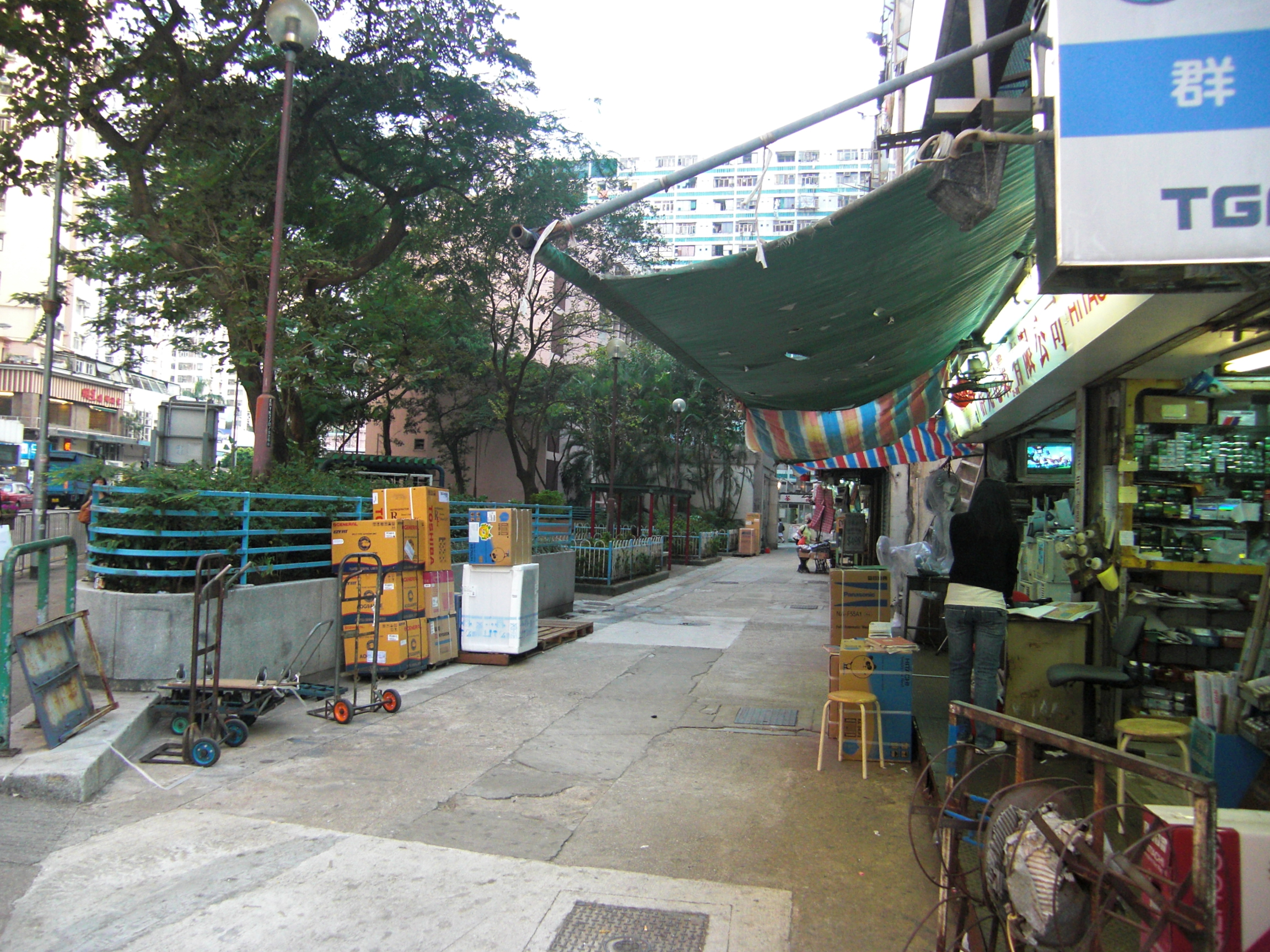
牛頭角下邨第10座地下的商舖（2008年11月）
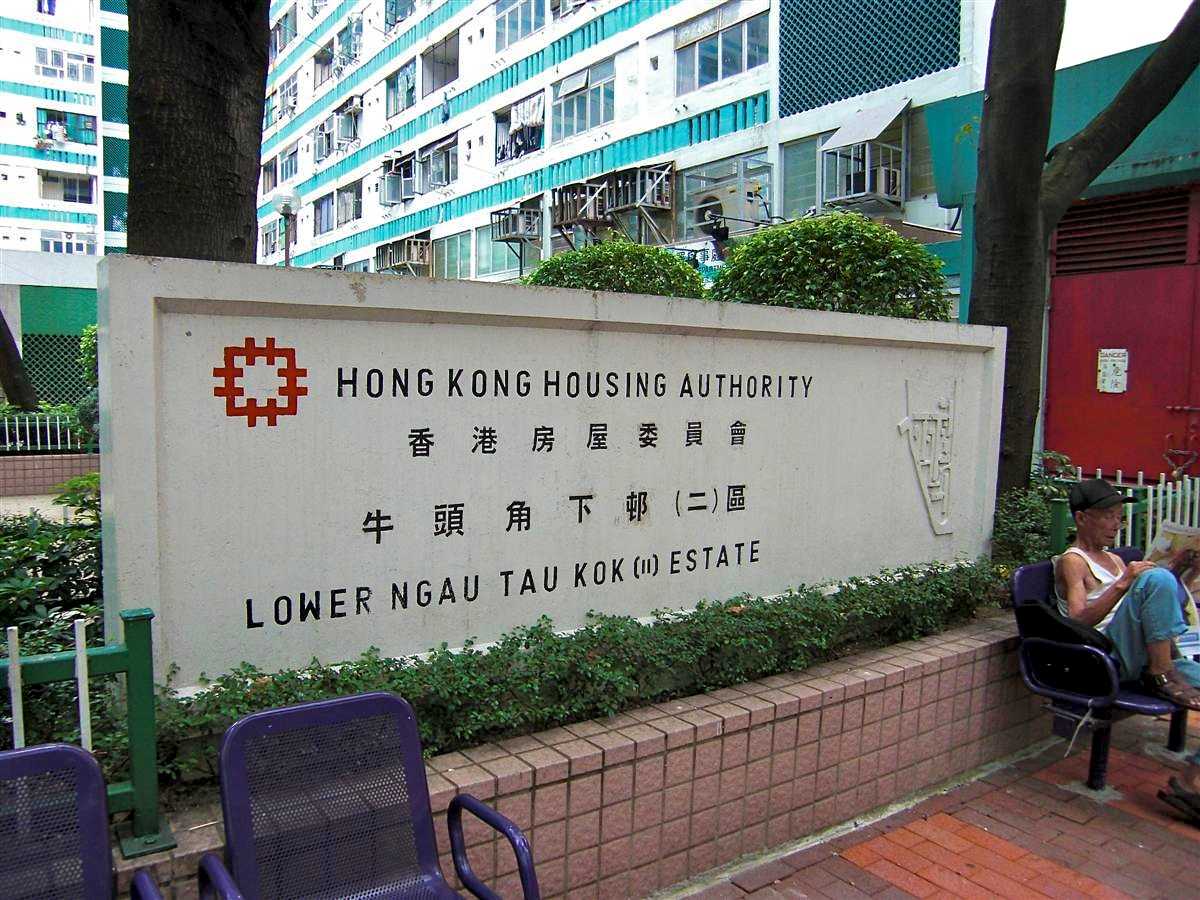
牛頭角下邨二區牌匾 （2008年8月）
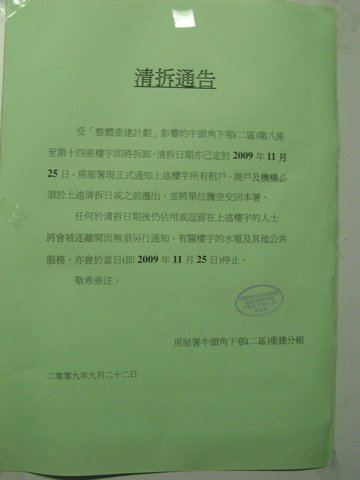
牛頭角下邨二區清拆通告

### 重建
2000年6月，房委會公佈最後一期「整體重建計劃」清拆屋邨名單，當中牛頭角下邨一區及二區分別訂於2002/03（具體時間為2003年2月）及2003/04（及後改至2005/06）財政年度清拆，當中二區的指定接收屋邨為啟德發展區的擬建屋邨（即現今的啟晴邨），但因二區多數長者住戶堅持不願遷入遠離此邨的啟德發展區，以及一區的安置屋邨延後竣工而有所改變。而在最終修訂的重建計劃中，此邨一及二區最後分別訂於2003/04財政年度，以及2008/09財政年度開始拆卸，成為香港房屋委員會及房屋署的「整體重建計劃」下最後一個獲重新興建的公共屋邨。大部份受到二區重建影響的租戶，都透過「自選單位計劃」獲安排揀選鄰近重建完成的牛頭角上邨二及三期。

### 重建圖片

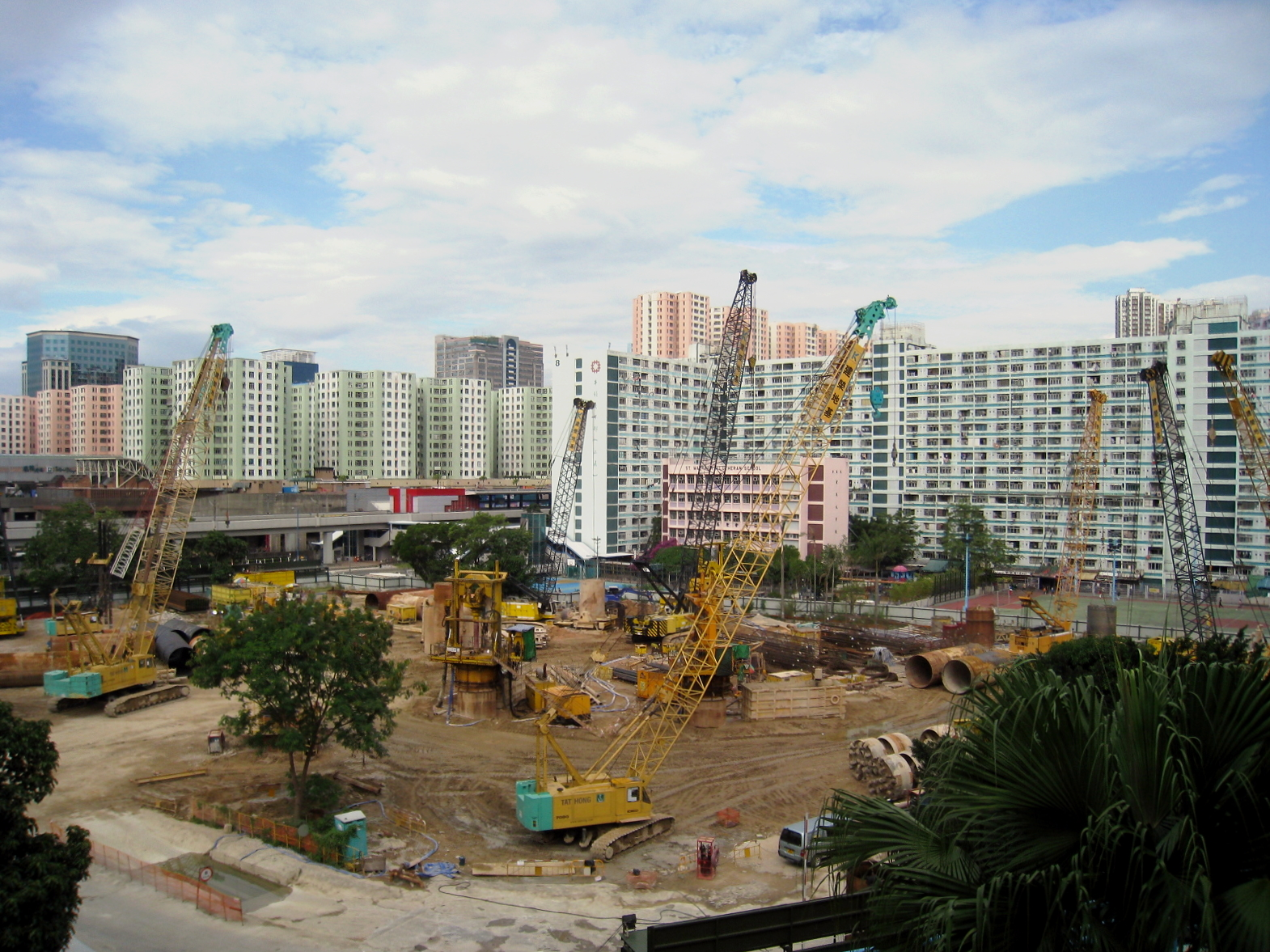
重建中的一區，背景為二區 （2008年11月）
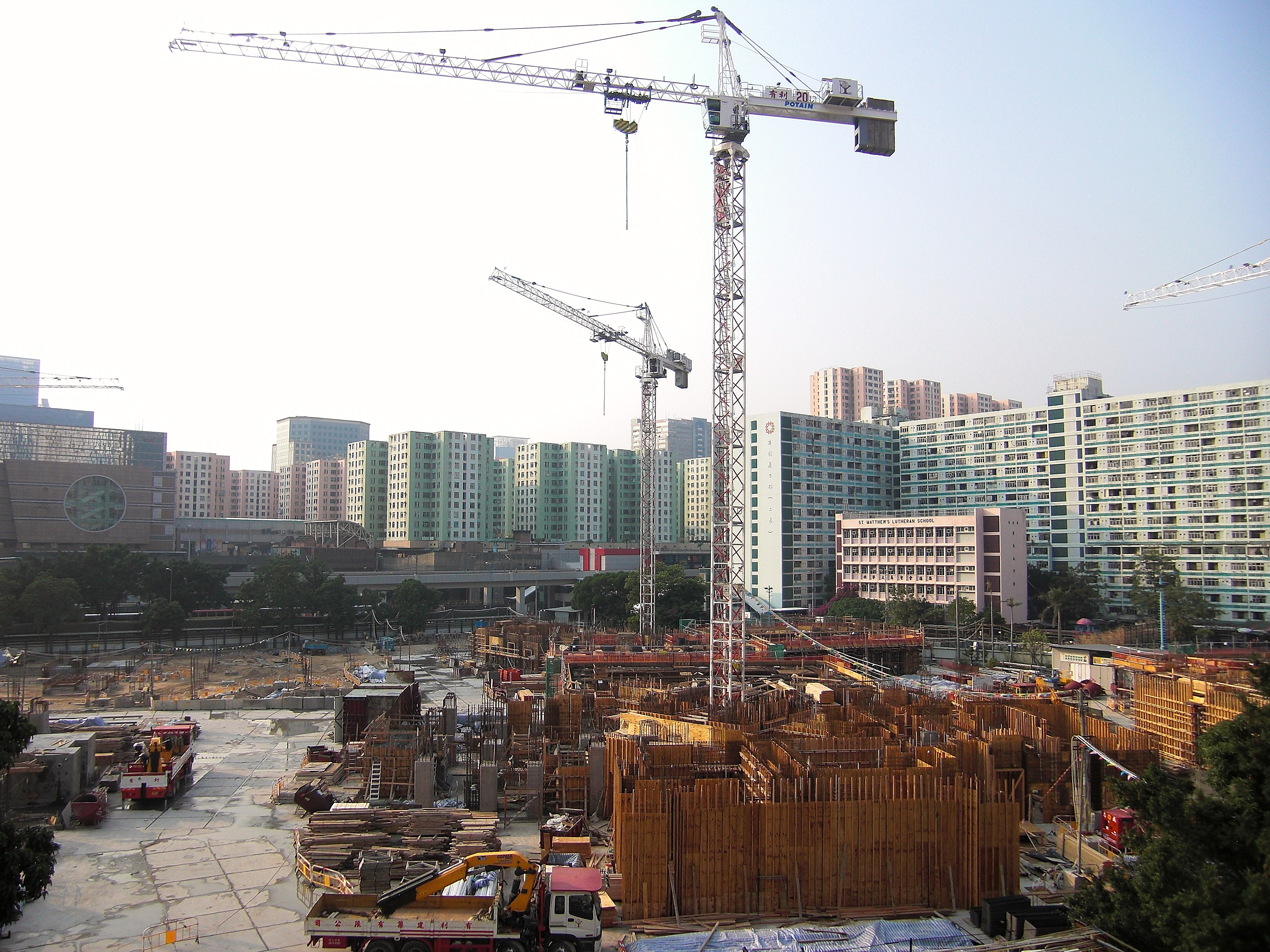
興建中的第一期 （2009年12月）
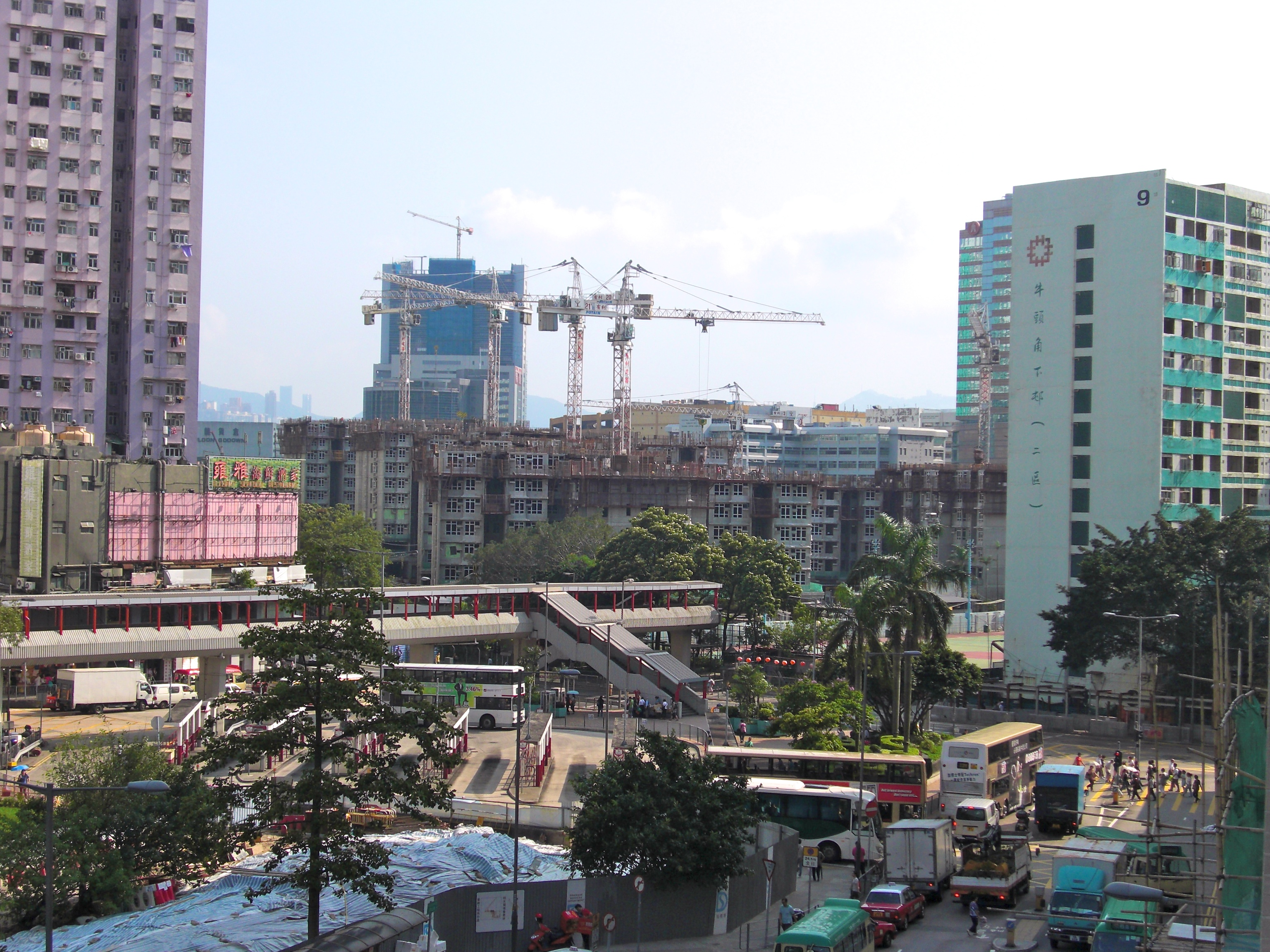
從淘大花園望向興建中的牛頭角下邨第一期 （2010年6月）
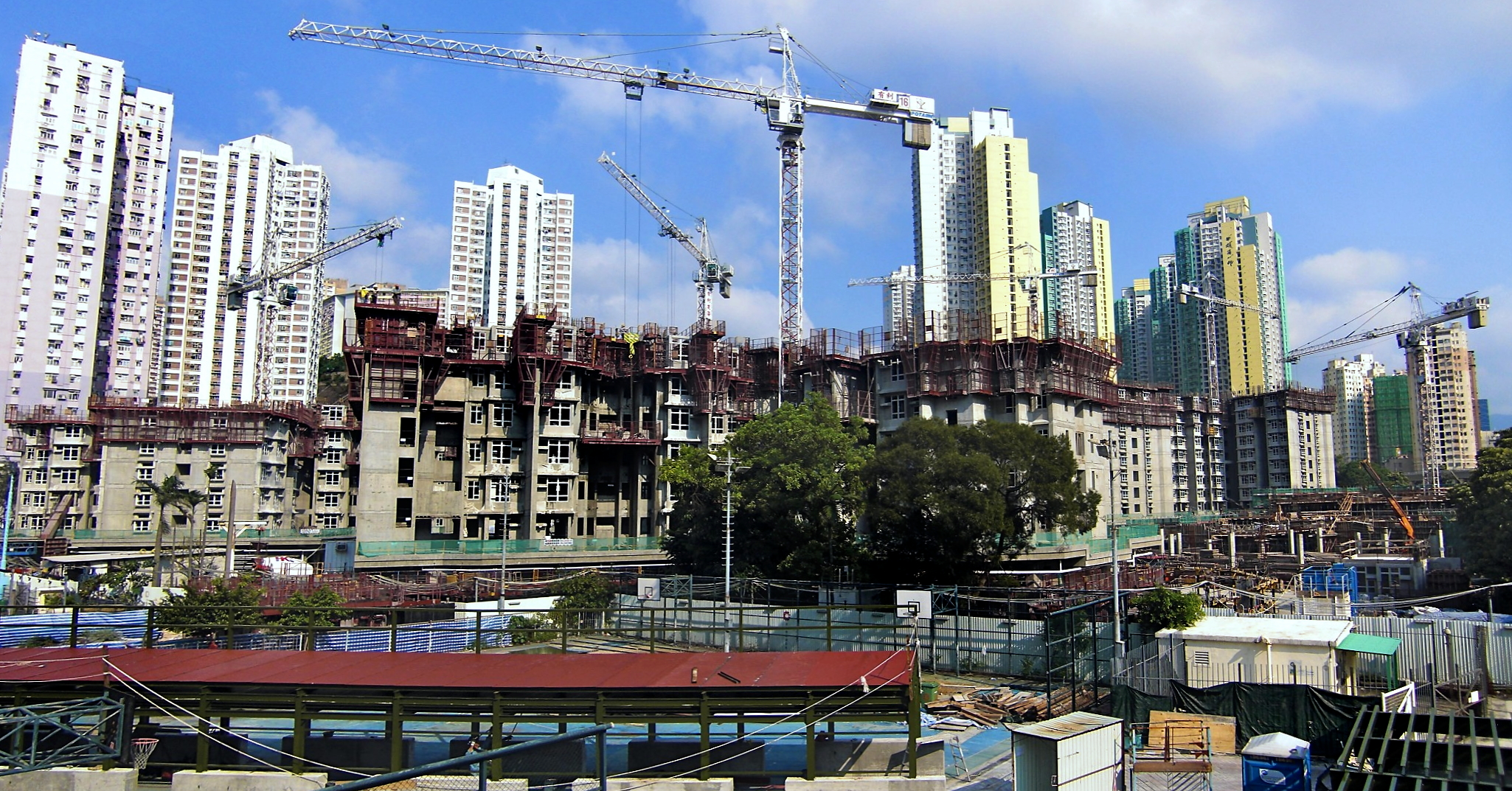
從橫跨觀塘道天橋望向重建中的牛頭角下邨（2010年6月）
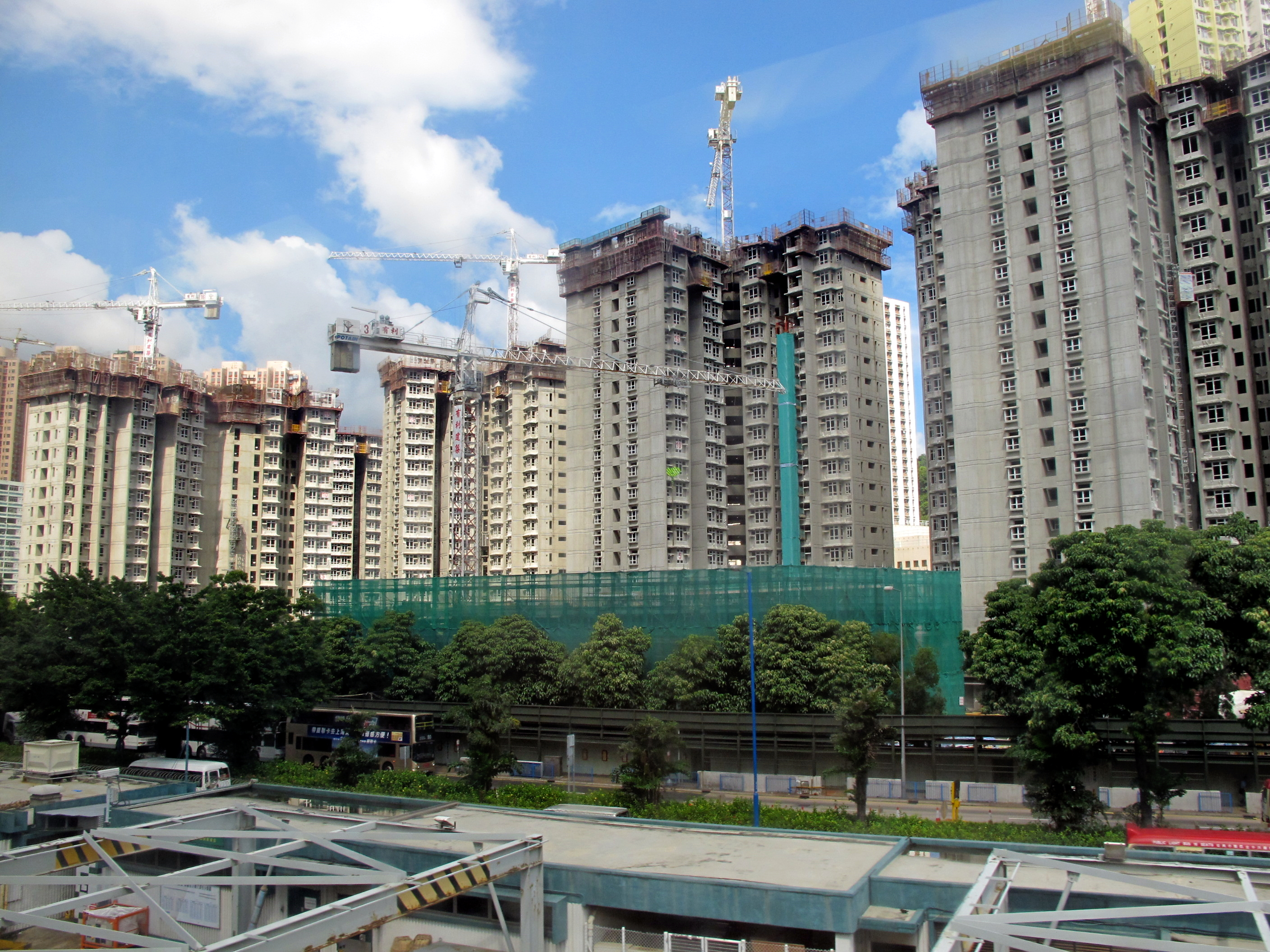
重建中的牛頭角下邨 （2010年9月）
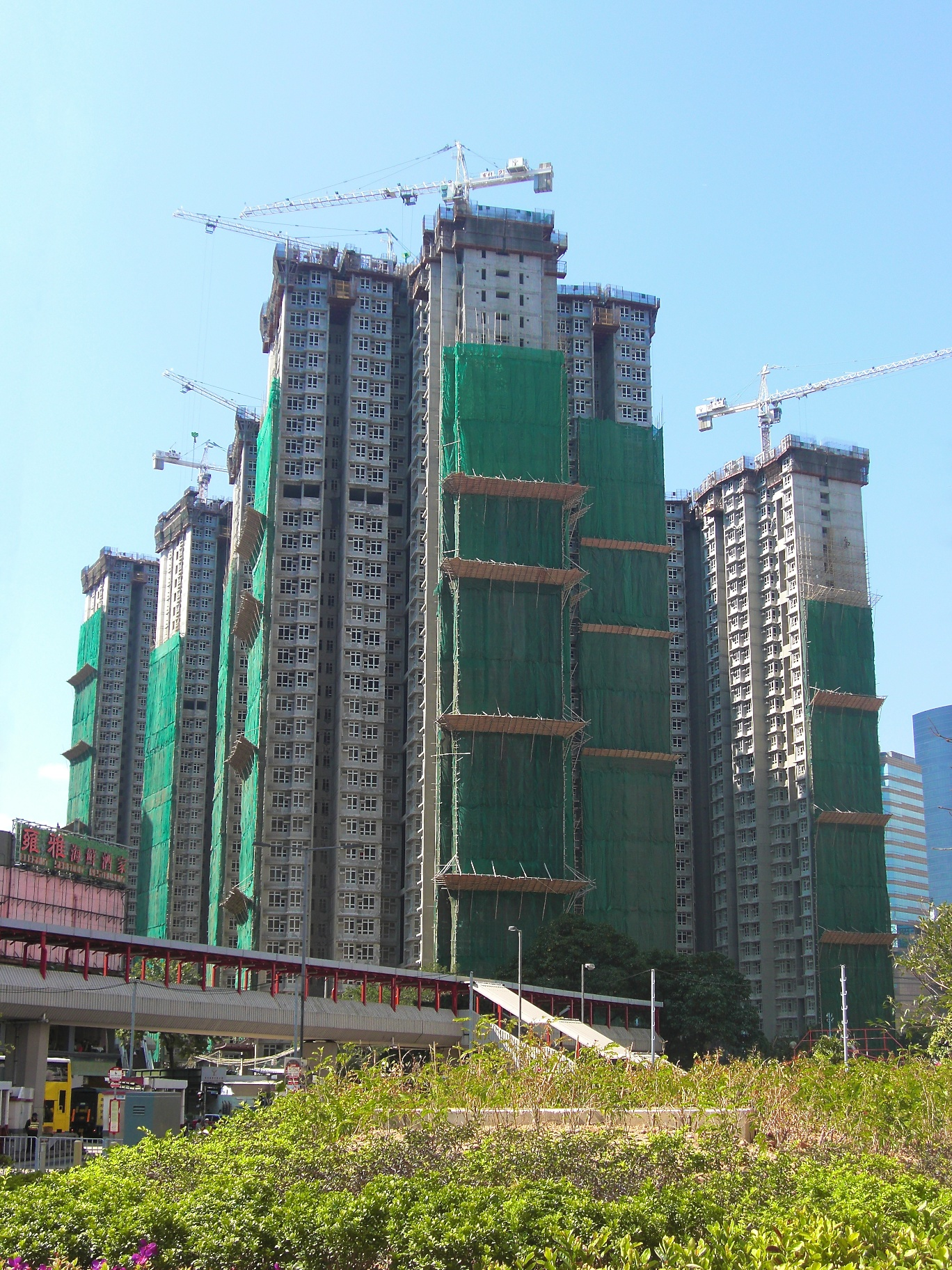
重建中的牛頭角下邨 （2011年2月）
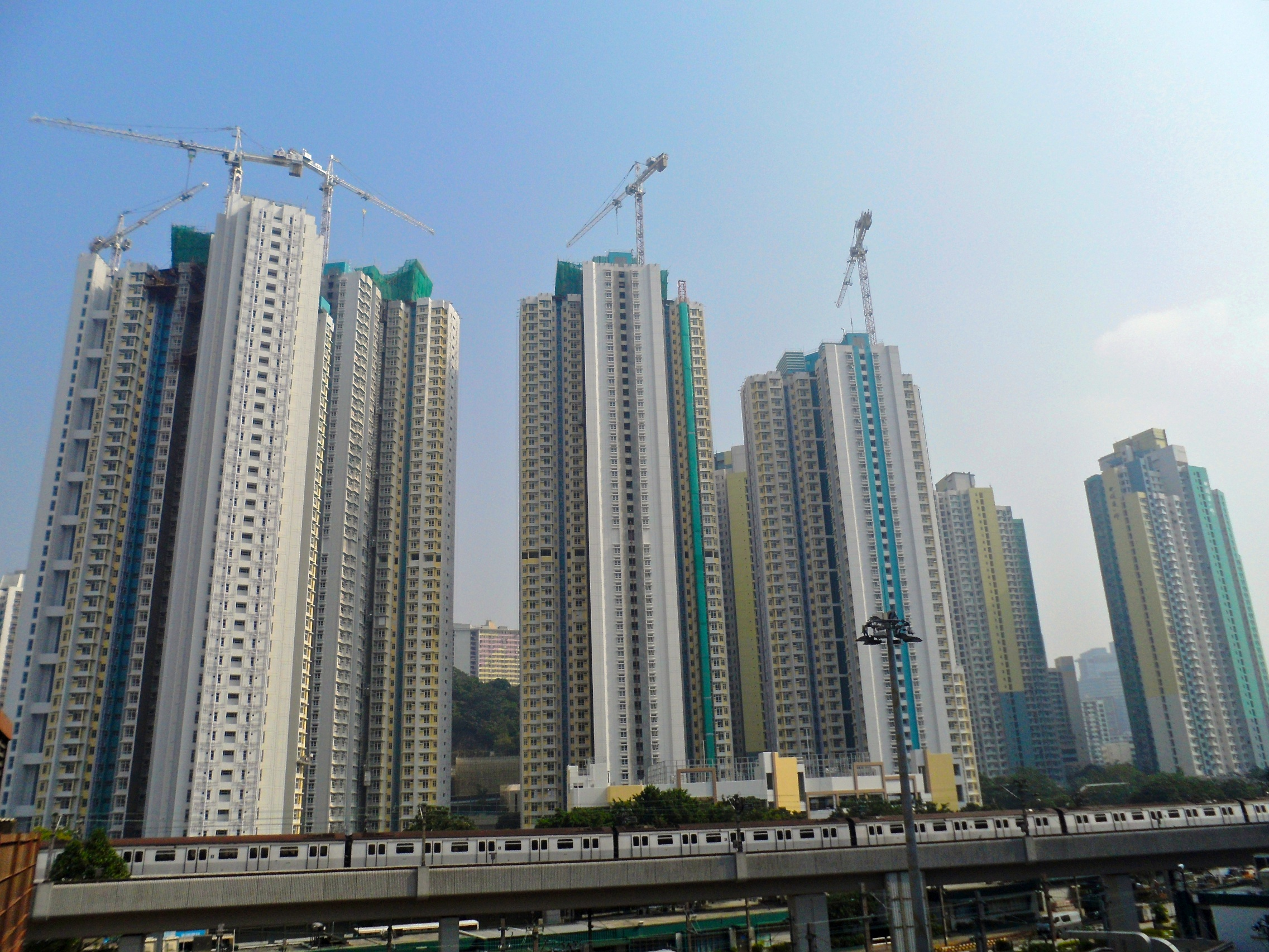
重建中的牛頭角下邨 （2011年11月）

### 重建後
- 房委會物業位置及資料 牛頭角下邨 （页面存档备份，存于）
- 新廈GUIDE（47）- 牛頭角下邨重建第1期（興建篇）
- 新廈GUIDE（89）- 牛頭角下邨重建第1期（落成篇）
- 從牛頭角下邨到上邨－房屋署 （页面存档备份，存于）

### 清拆中
- . 有利建築.   [2019-05-19]. （原始内容存档于2019-05-16）.
- 咸蛋邨（38）- 牛下二 拆卸了（PART 1）[]
- 咸蛋邨（47）- 牛下二 拆卸了~ 第8及9座（PART 2）[]
- 咸蛋邨（48）- 牛下二 拆卸了~ 第10、11及12座（PART 3）[]
- 咸蛋邨（49）- 牛下二 拆卸了~ 預製件篇（PART 4）[]

## 屋邨資料

### 歷代樓宇
| 重建前的牛頭角下邨 |          |          |          |          |                  |                     |                                    |                                       |
| 樓宇座號           | 樓宇類型 | 落成年份 | 拆卸年份 | 樓宇層數 | 承建商           | 提供升降機的廠商    | 安置屋邨                           | 重建後原地所屬的樓宇或設施            |
| 第1座              | 第五型   | 1967年   | 2004年   | 16       | 有成建築         | 三菱電機            | 秀茂坪邨 油塘邨 鯉魚門邨           | 牛頭角下邨公園                        |
| 第2座              | 第四型   | 1967年   | 2004年   | 16       | 有成建築         | 英國通用電氣-快而安 | 秀茂坪邨 油塘邨 鯉魚門邨           | 貴亮樓 貴月樓 貴顯樓 貴新樓 貴輝樓    |
| 第3座              | 第四型   | 1967年   | 2004年   | 16       | 有成建築         | 英國通用電氣-快而安 | 秀茂坪邨 油塘邨 鯉魚門邨           | 貴亮樓 貴月樓 貴顯樓 貴新樓 貴輝樓    |
| 第4座              | 第五型   | 1968年   | 2004年   | 16       | 有成建築         | 三菱電機            | 秀茂坪邨 油塘邨 鯉魚門邨           | 貴亮樓 貴月樓 貴顯樓 貴新樓 貴輝樓    |
| 第5座              | 第五型   | 1968年   | 2004年   | 16       | 有成建築         | 三菱電機            | 秀茂坪邨 油塘邨 鯉魚門邨           | 貴亮樓 貴月樓 貴顯樓 貴新樓 貴輝樓    |
| 第6座              | 第四型   | 1967年   | 2004年   | 16       | 有成建築         | 英國通用電氣-快而安 | 秀茂坪邨 油塘邨 鯉魚門邨           | 貴亮樓 貴月樓 貴顯樓 貴新樓 貴輝樓    |
| 第7座              | 第四型   | 1967年   | 2004年   | 16       | 有成建築         | 英國通用電氣-快而安 | 秀茂坪邨 油塘邨 鯉魚門邨           | 貴亮樓 貴月樓 貴顯樓 貴新樓 貴輝樓    |
| 第8座              | 第五型   | 1969年   | 2011年   | 16       | 大成建設株式會社 | 迅達                | 牛頭角上邨 彩盈邨 （原訂為啟晴邨） | 福淘街 牛頭角公園                     |
| 第9座              | 第五型   | 1969年   | 2011年   | 16       | 大成建設株式會社 | 迅達                | 牛頭角上邨 彩盈邨 （原訂為啟晴邨） | 貴華樓 牛頭角公園                     |
| 第10座             | 第五型   | 1969年   | 2011年   | 16       | 大成建設株式會社 | 迅達                | 牛頭角上邨 彩盈邨 （原訂為啟晴邨） | 福淘街 東九文化中心 牛頭角公園 貴華樓 |
| 第11座             | 第五型   | 1969年   | 2011年   | 16       | 大成建設株式會社 | 迅達                | 牛頭角上邨 彩盈邨 （原訂為啟晴邨） | 福淘街 東九文化中心                   |
| 第12座             | 第五型   | 1969年   | 2011年   | 16       | 大成建設株式會社 | 迅達                | 牛頭角上邨 彩盈邨 （原訂為啟晴邨） | 東九文化中心                          |
| 第13座             | 第五型   | 1967年   | 2012年   | 16       | 有成建築         | 迅達                | 牛頭角上邨 彩盈邨 （原訂為啟晴邨） | 東九文化中心                          |
| 第14座             | 第五型   | 1967年   | 2011年   | 16       | 有成建築         | 迅達                | 牛頭角上邨 彩盈邨 （原訂為啟晴邨） | 東九文化中心                          |

粗體表示該樓宇牽涉26座問題公屋醜聞，其混凝土強度未達高層單位20.7MPa或低層單位31MPa的標準，相關樓宇已納入整體重建計劃下重建
- 香港房屋委員會 - 牛頭角下邨歷史背景 （页面存档备份，存于）
- 香港地方 -- 討論文庫 -- 牛頭角上下邨 （页面存档备份，存于）
- Uwants討論區-清拆前牛頭角下邨（一區）相集 （页面存档备份，存于）
- 牛頭角下邨攝影師蔡旭威的攝影作品 （页面存档备份，存于）
- 咸蛋邨（26）- 牛頭角下邨一區16層 （页面存档备份，存于）
- 咸蛋邨（45）- 牛頭角下邨二區第8及9座 （页面存档备份，存于）
- 咸蛋邨（44）- 牛頭角下邨二區第10、11及12座 （页面存档备份，存于）
- 韓農. .   [2012-07-27]. （原始内容存档于2012-12-16）.

### 第一期

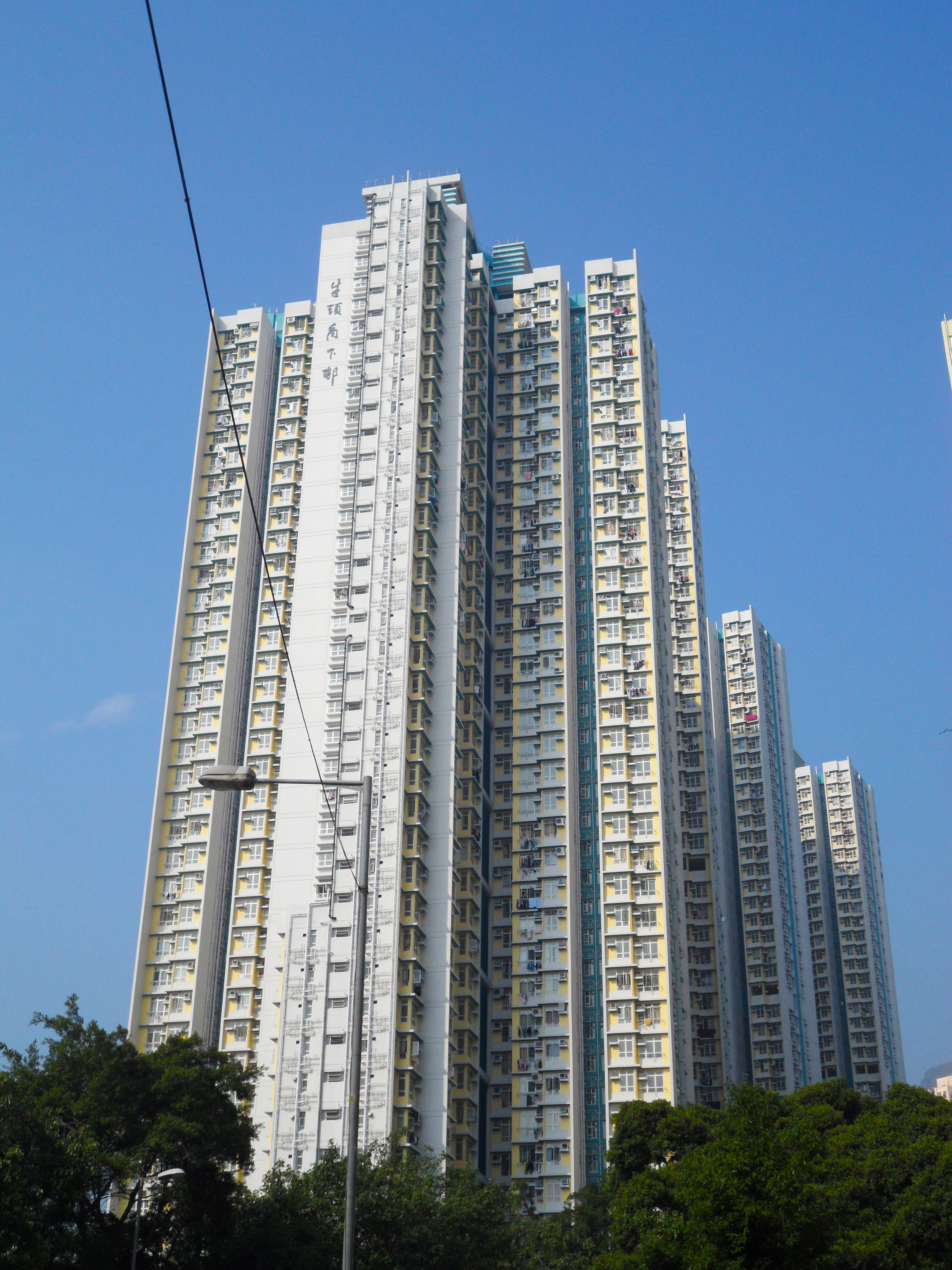
貴輝樓、貴新樓及貴顯樓（2012年11月）

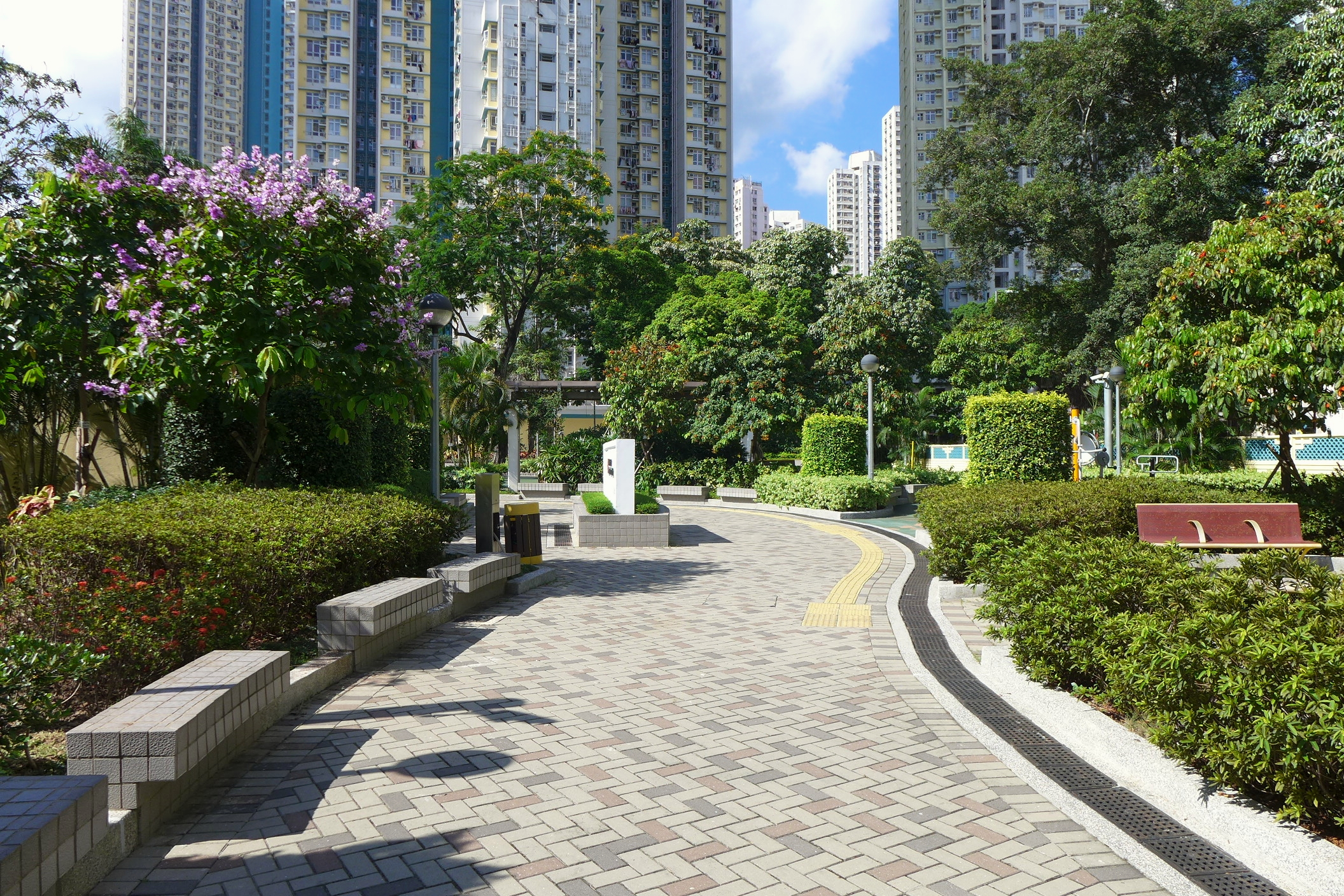
邨內的休憩區（2015年6月）

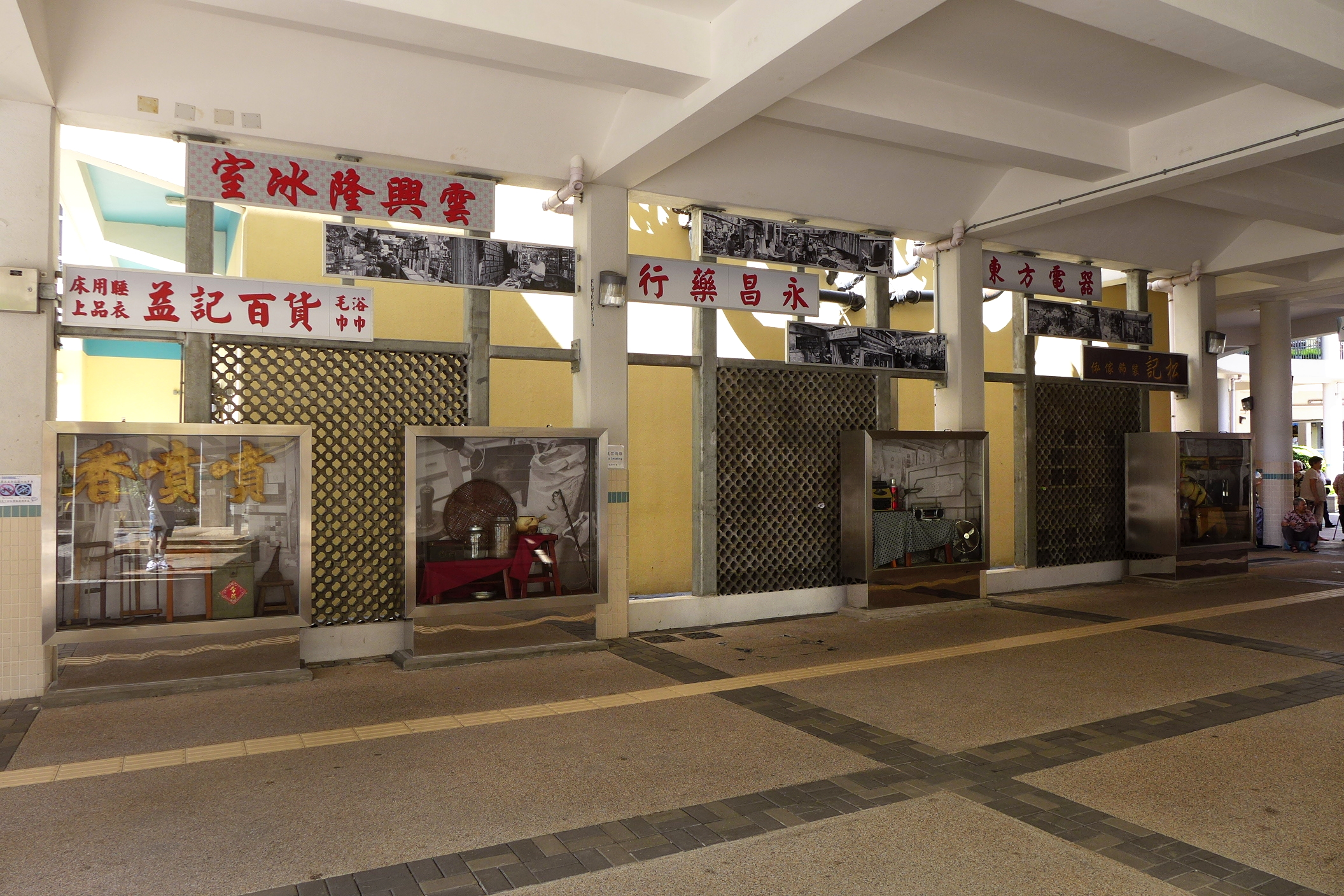
邨內的「文化廊」（2015年6月）

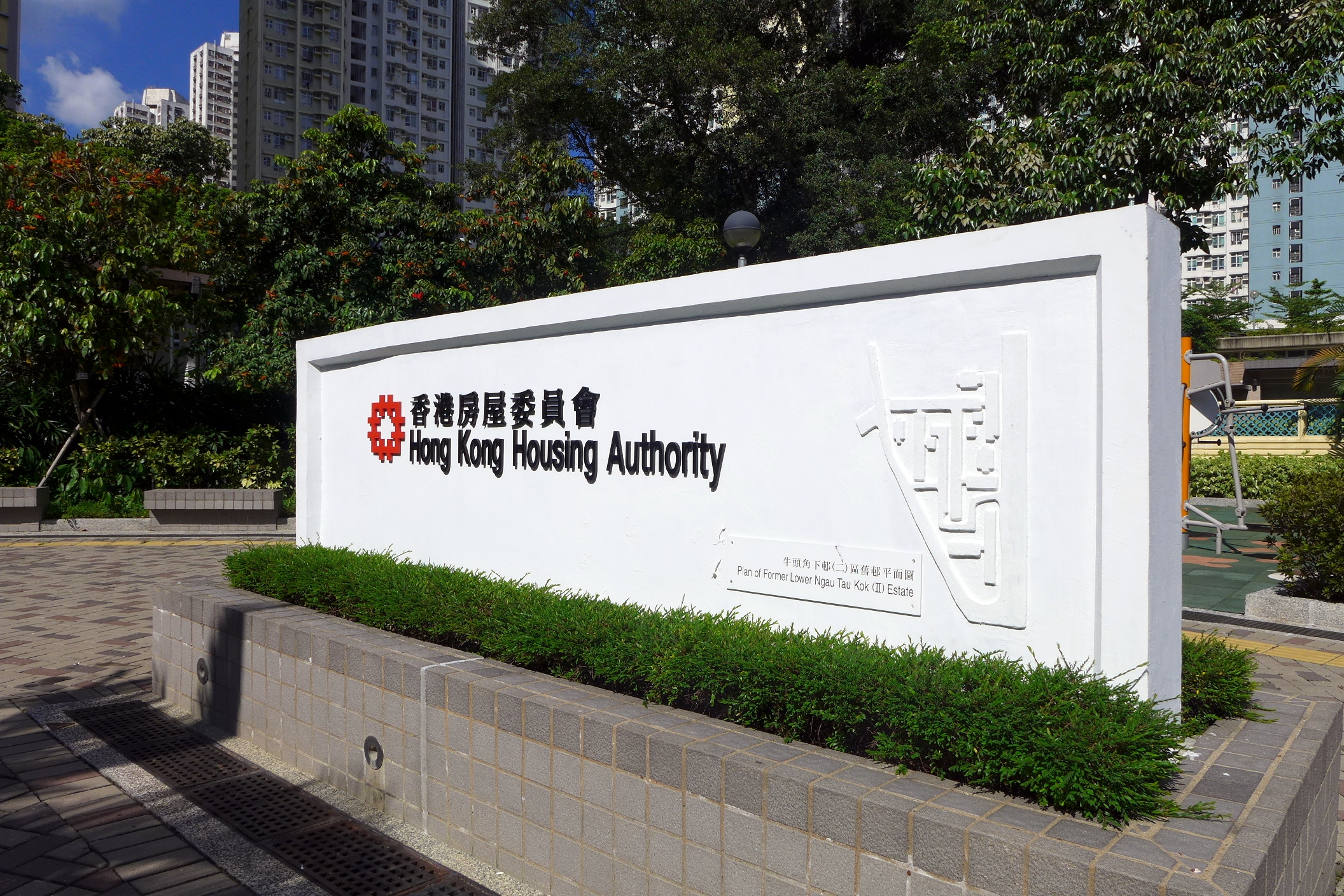
原本的牛頭角下邨牌匾雖然得以保留，但房屋署並未有復原為原來的樣貌（2015年6月）

牛頭角下邨一區（第1座至第7座）於2004年10月前完成拆卸工程，但受制於「孫九招」中減少興建公屋的政策，而與部份被界定為「非必要」的公屋重建項目一併遭擱置，直至2006年才低調開展地基工程。2008年12月10日，香港房屋委員會於原牛頭角下邨一區位置分兩期啟動上蓋工程，重新興建牛頭角下邨。地盤佔地3.18公頃，用作興建1幢46層、2幢41層及2幢48層高的非標準型出租公共房屋大廈，當中貴顯樓及貴新樓在朗天苑落成前，是目前全港樓層數目最高的公營房屋大廈。
項目首次應用構件式單位（Modular Flats Design）作單位設計，不過此邨的一睡房及兩睡房的構件式單位於客廳的冷氣機位下方有一可開啓的小窗，在之後的2008、2010及2013年版本的構件式單位設計則被取消了，而2015年又重新加入這隻小窗戶，用作採光之用。此期共提供4238個住宅單位，於2009年7月10日開工建造，並於2012年10月24日獲發入伙紙，造價總值12億4181.9萬港元。由房屋署總建築師（2）及周古梁建築師事務所聯手設計，由建榮工程作打樁工程，有利建築承建。
下邨的地下及1樓設「文化廊」，保留了300件有文化價值的物品，包括歷史圖片，市民透過觀賞展品，了解牛頭角下邨自1960年代建成後，如何演變為今天新型的屋邨。
值得一提的是，此邨第一期亦是白田邨1-3及12座重建的次要接收屋邨。

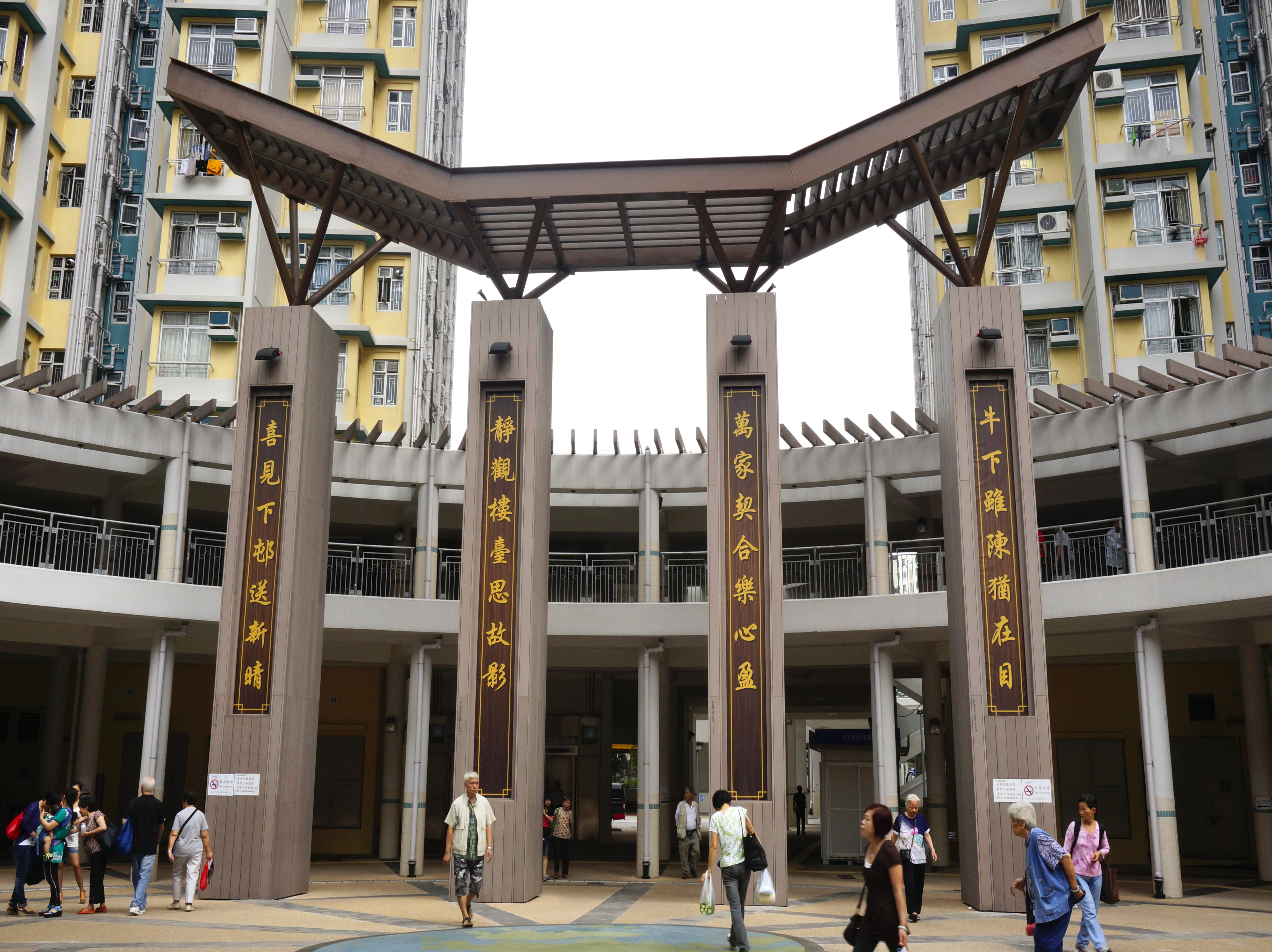
入口廣場門牌附設有兩對屋邨對聯
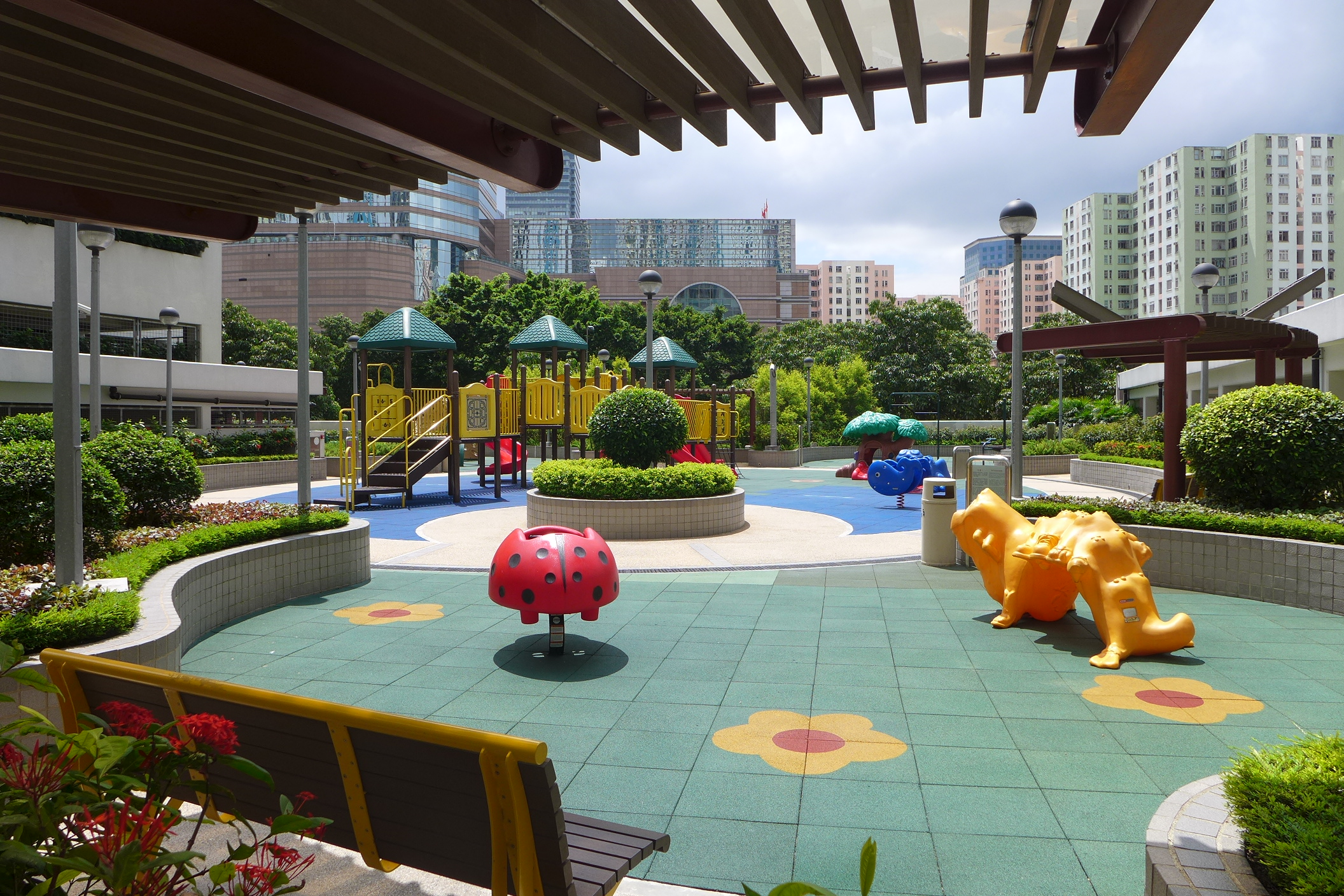
兒童遊樂場（2014年8月）
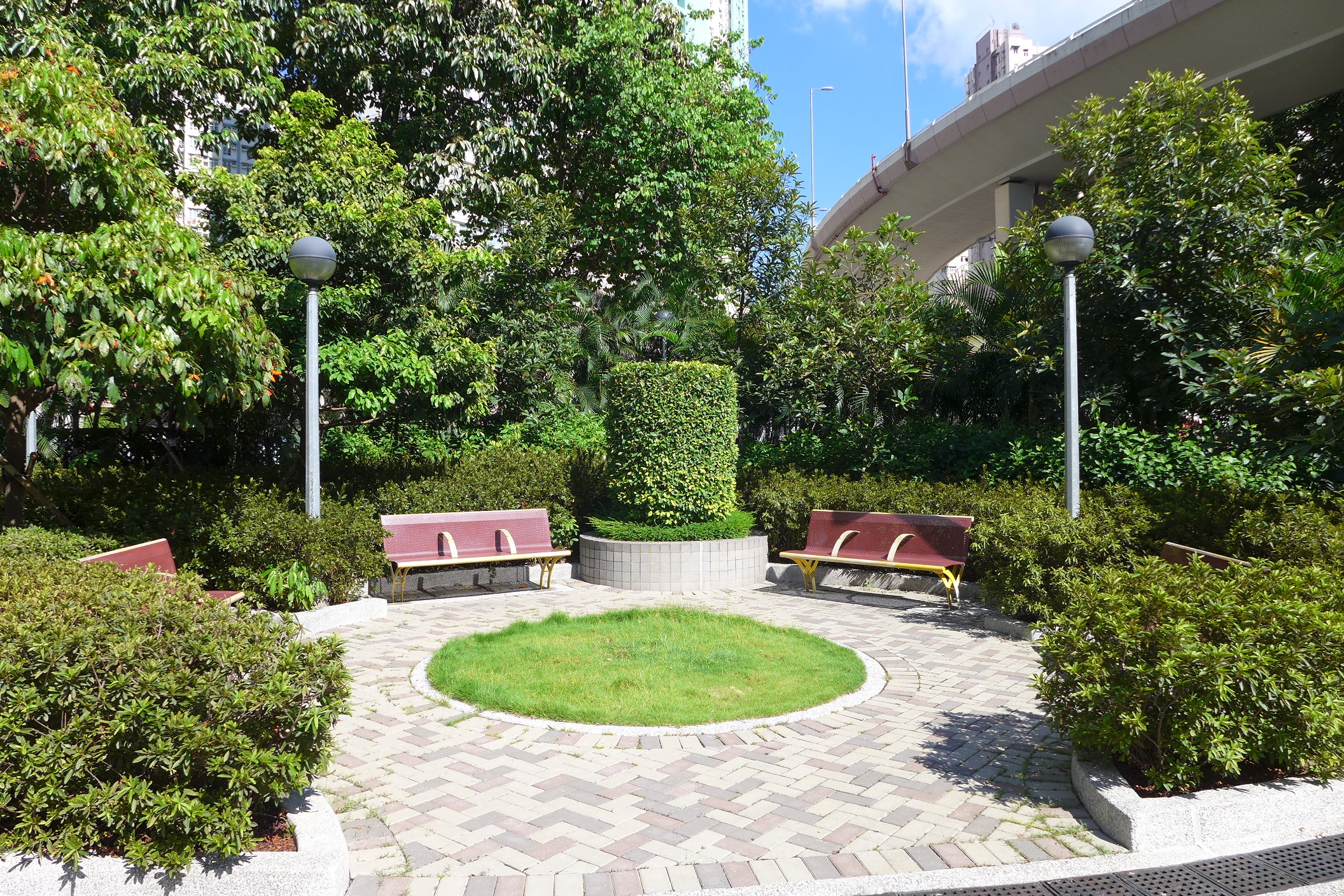
迷你草坪（2015年6月）
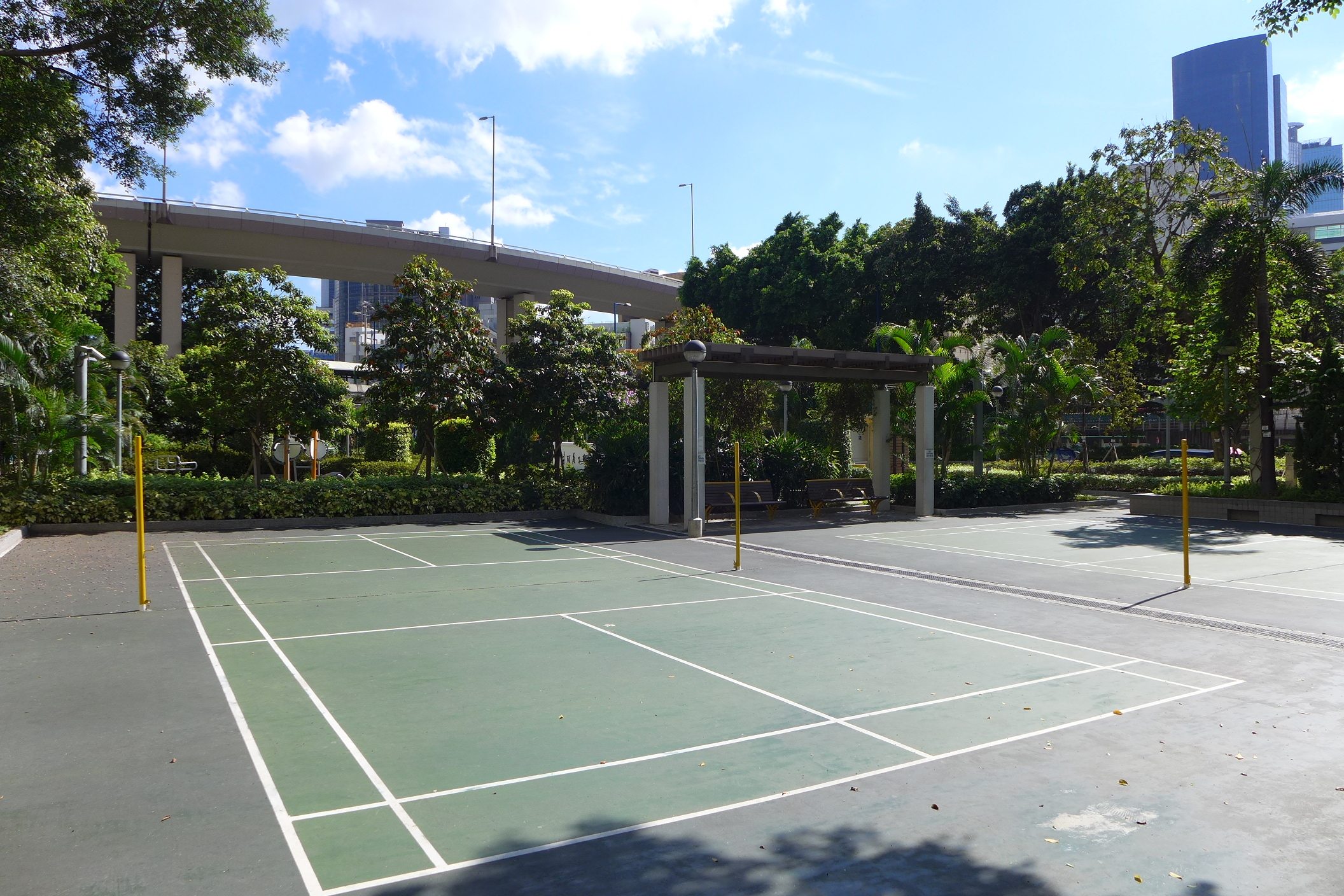
羽毛球場（2015年6月）
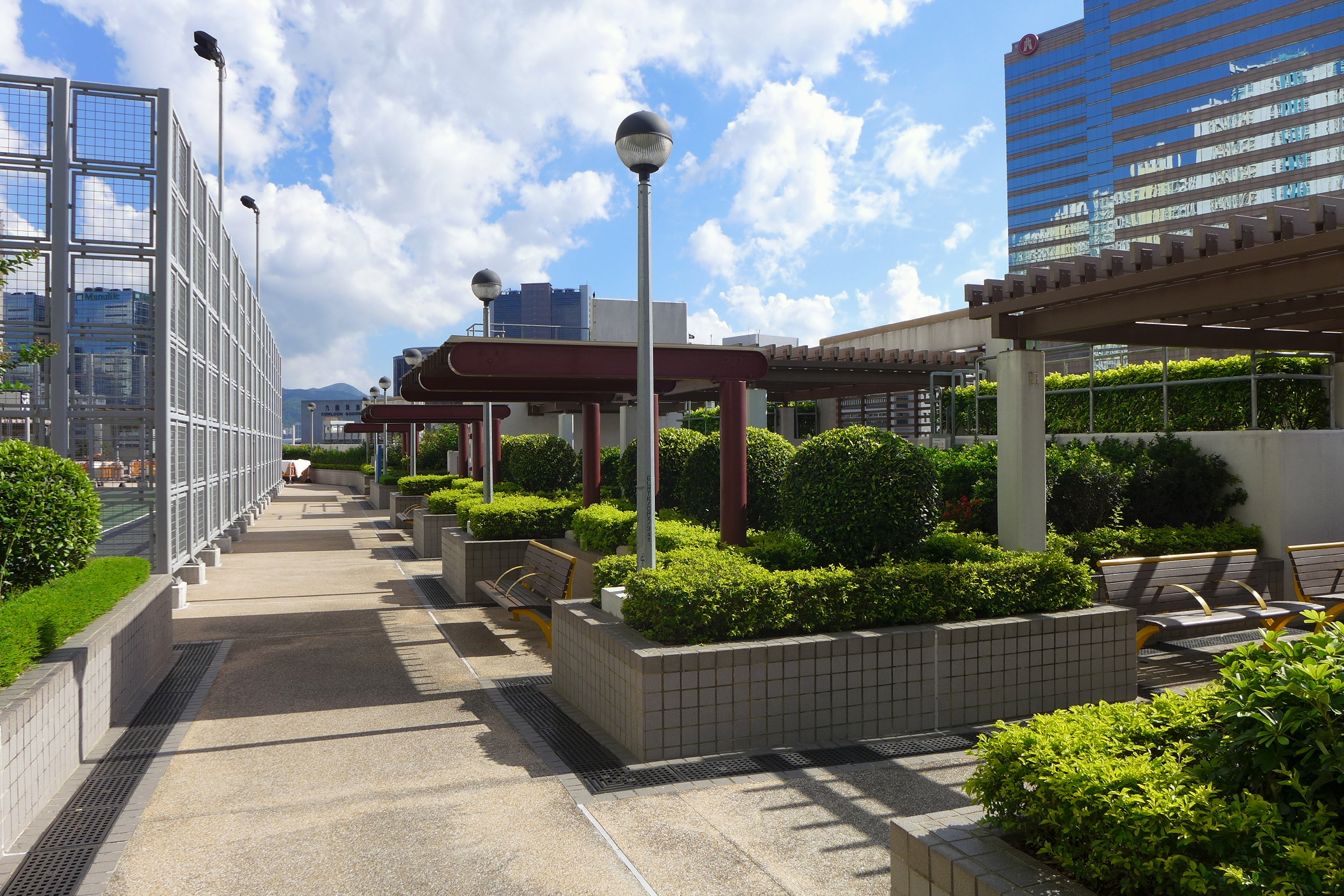
平台上的休憩區（2015年6月）
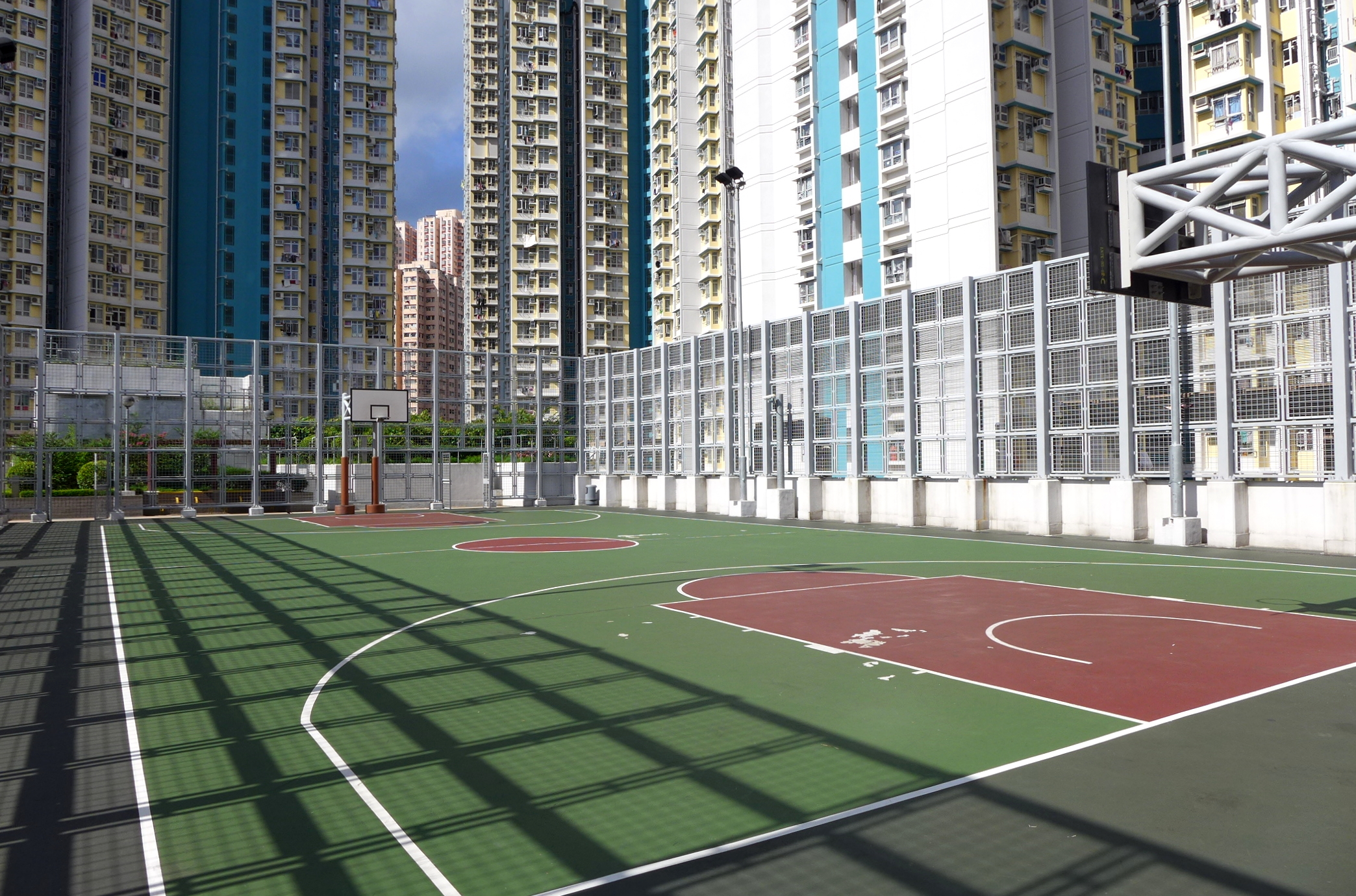
平台上的籃球場（2015年6月）
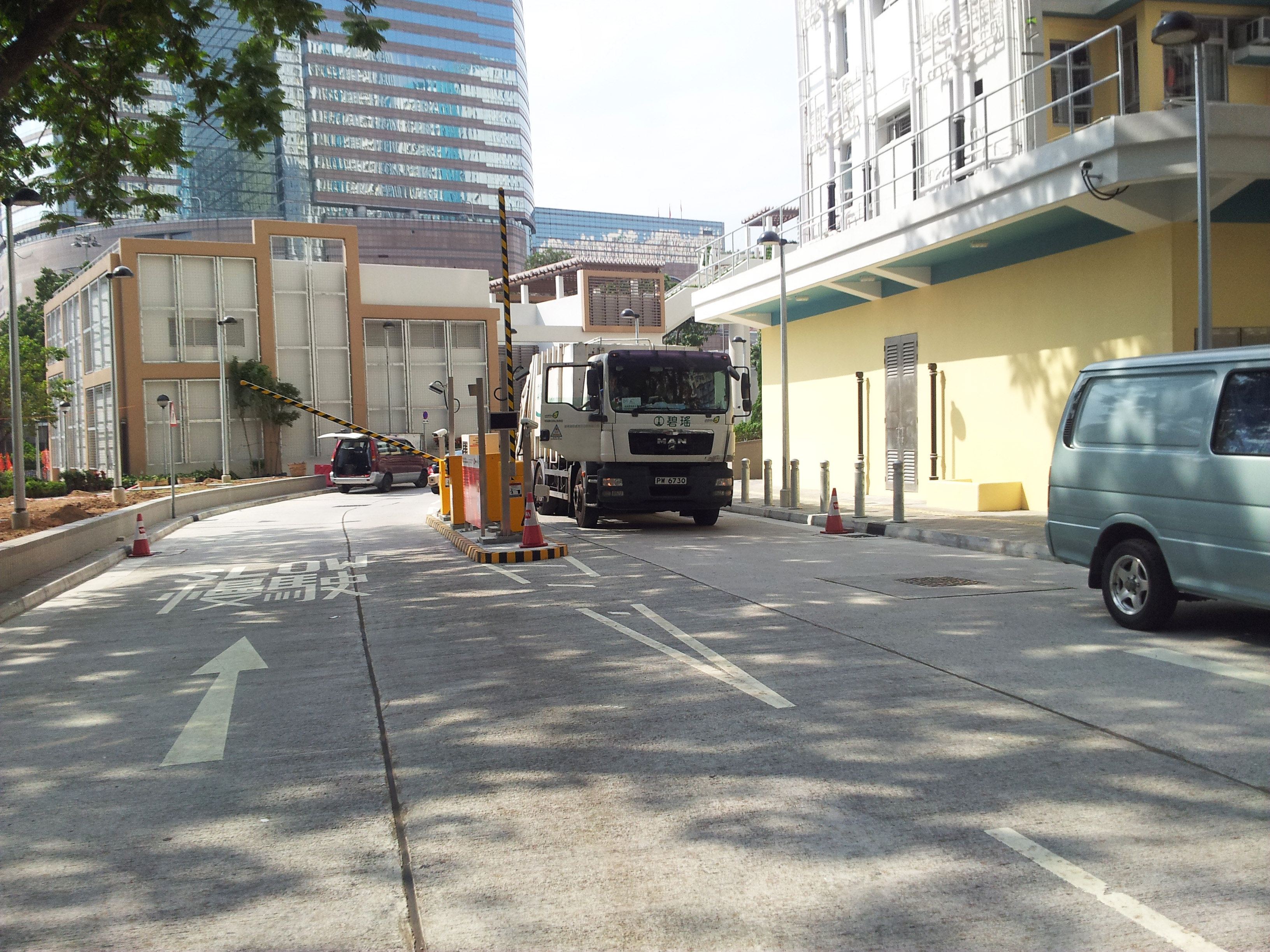
停車場閘口
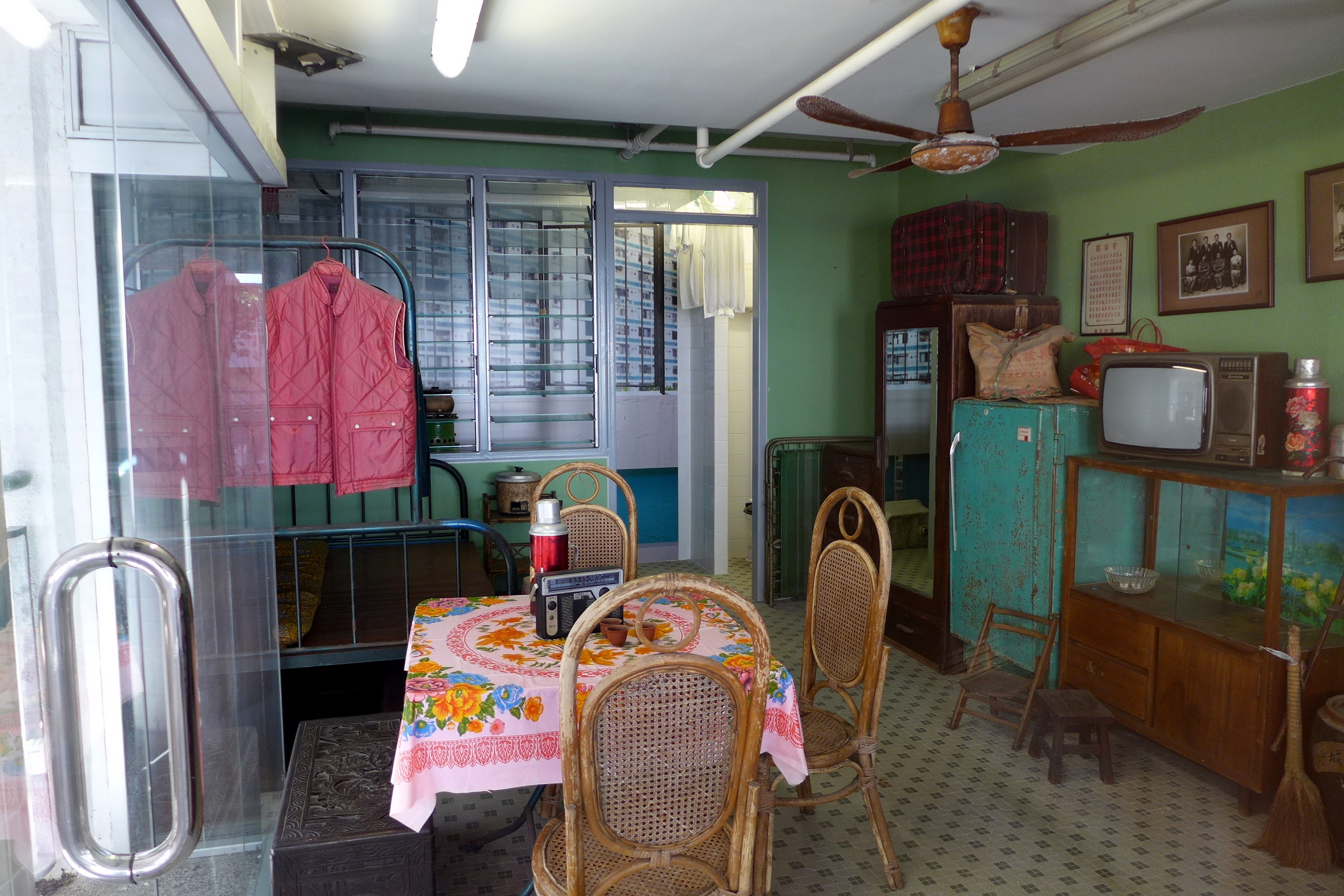
「文化廊」設兩個示範單位，展示下邨舊貌（2015年6月）
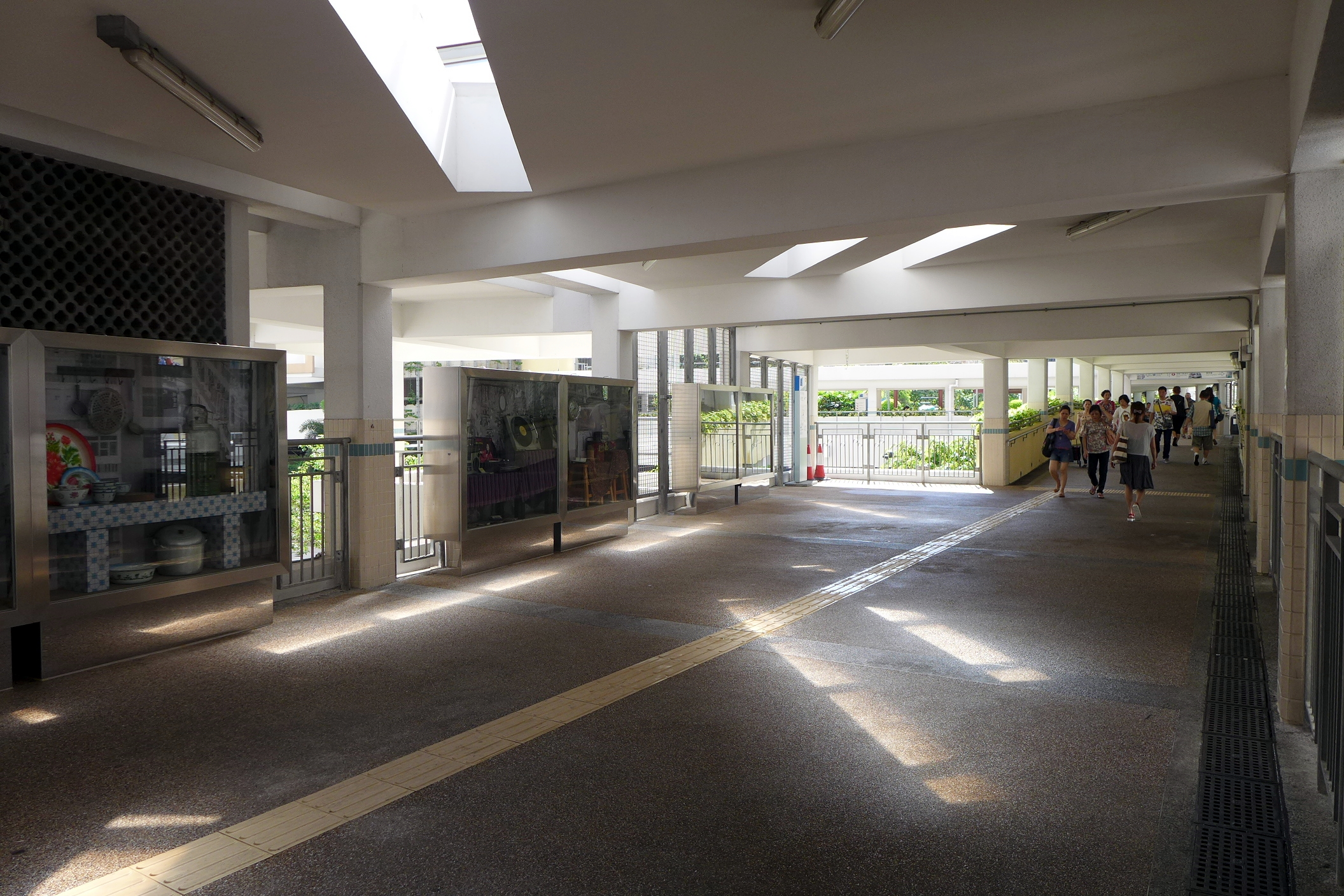
通往九龍灣站的行人天橋上的「文化廊」（2015年6月）
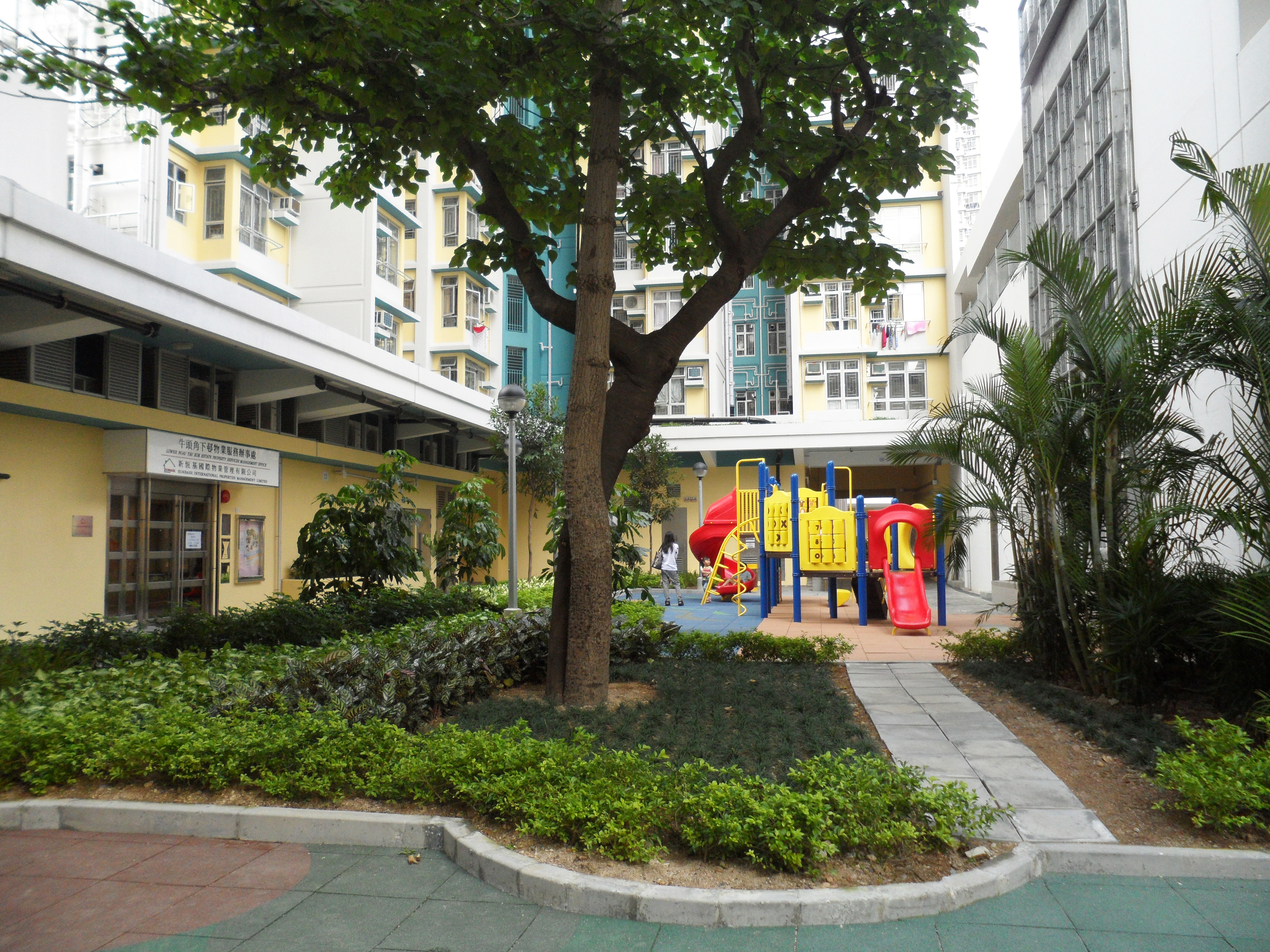
下邨休憩區，左方為邨內的物業辦事處

### 第二期
第二期重建計劃原定於2003/04財政年度展開，但由於居民堅持「原區安置」，最後延至2010年10月20日展開，於2011年11月完成拆卸工程；此工程由中國建築承建，是唯一一次清拆採用預製組件的徙置大廈。二區（第8座至第14座）清拆後餘下的3.5公頃土地用作興建東九文化中心，僅餘下東南面一小塊土地興建第二期。二期工程包括提供1幢樓高32層的L字型的非標準型出租公共房屋大廈（貴華樓，由金門建築承建）、休憩設施、幼稚園及受康樂及文化事務署委托房屋署興建的牛頭角公園，並提供567個出租公屋住宅單位，於2015年12月入伙，整個重建計劃耗資逾15億港元（以2010年物價估計）。

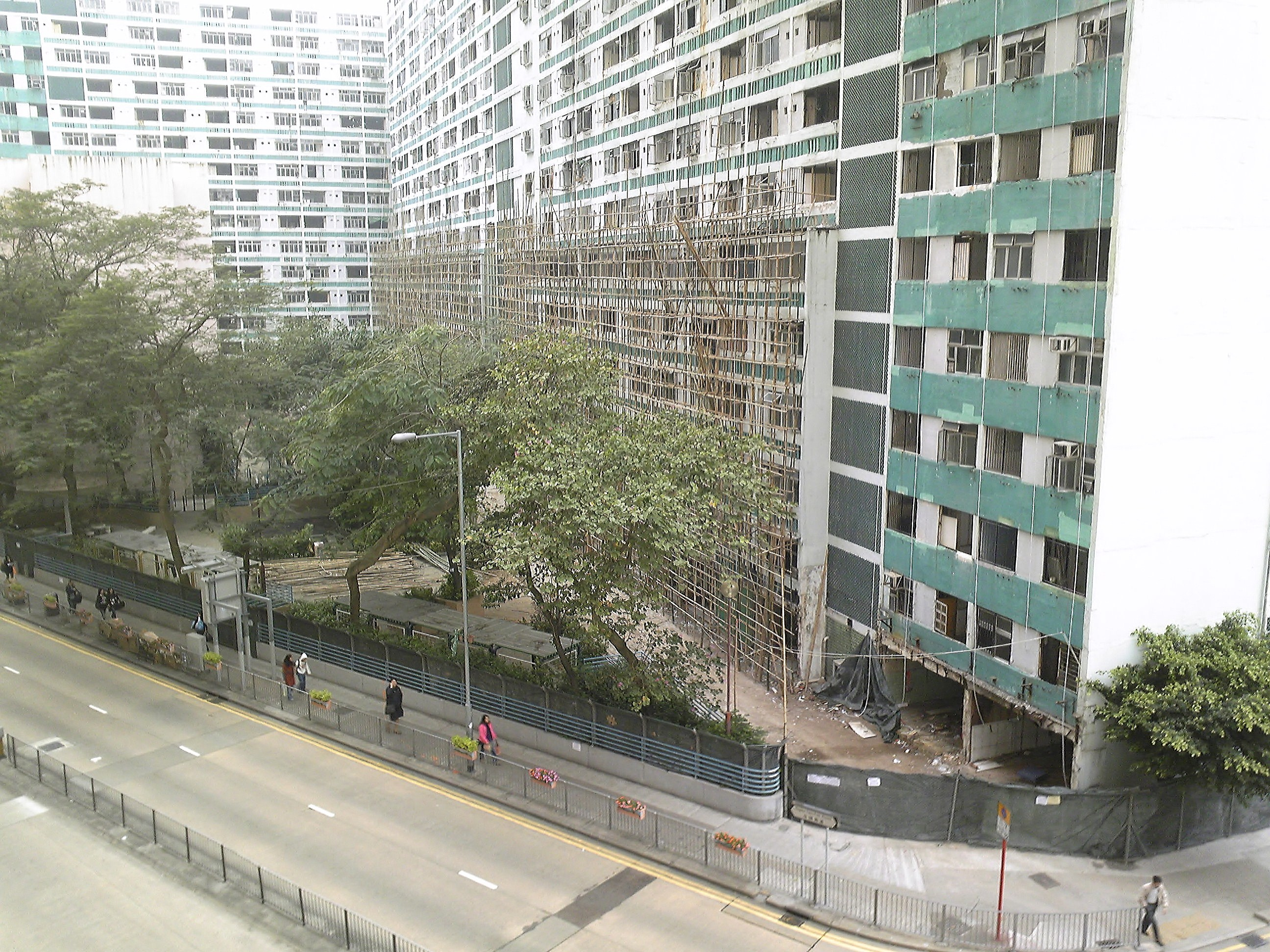
清拆中的牛頭角下邨（2010年3月）
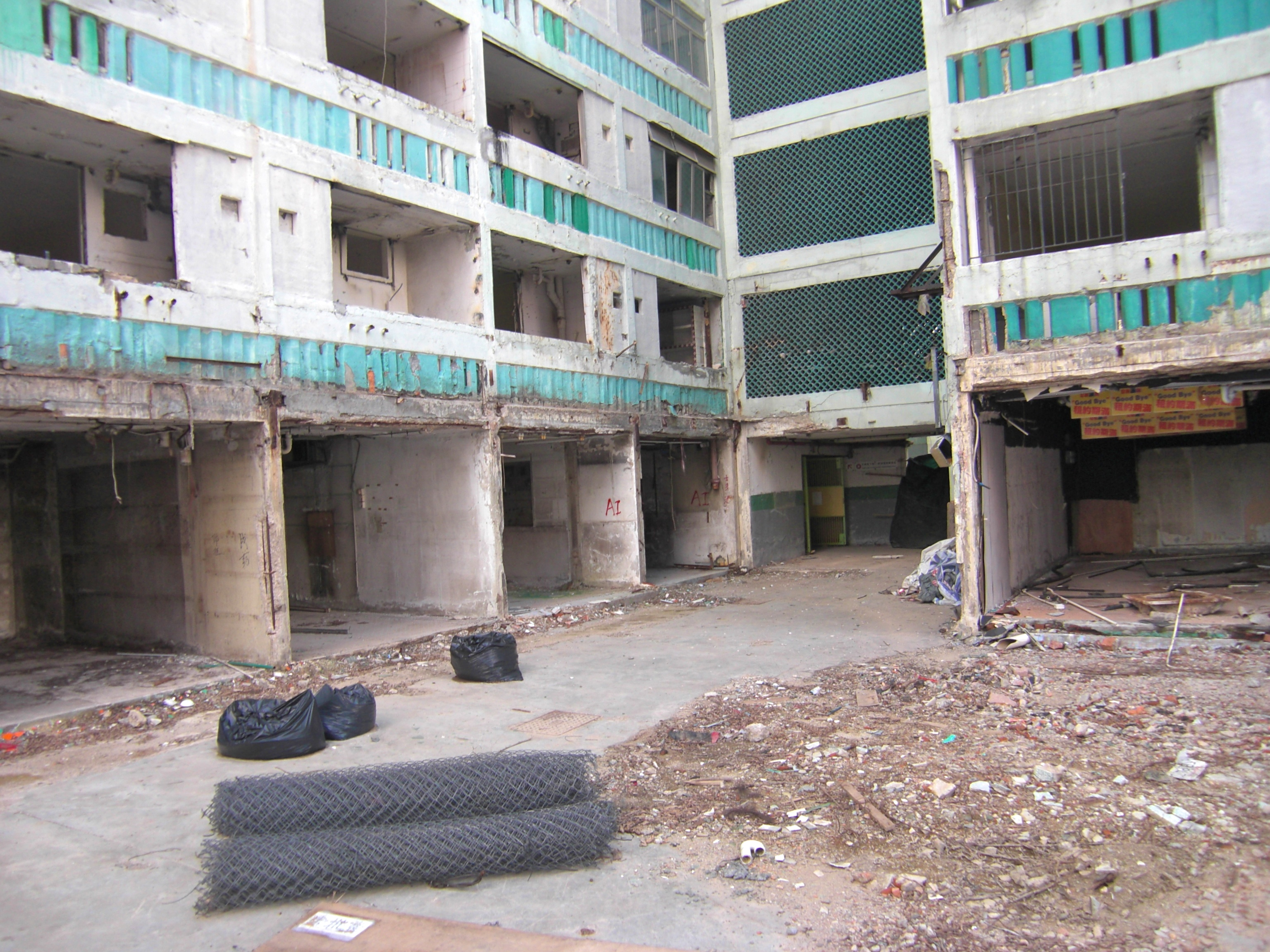
拆卸中的第8座 （2010年6月）
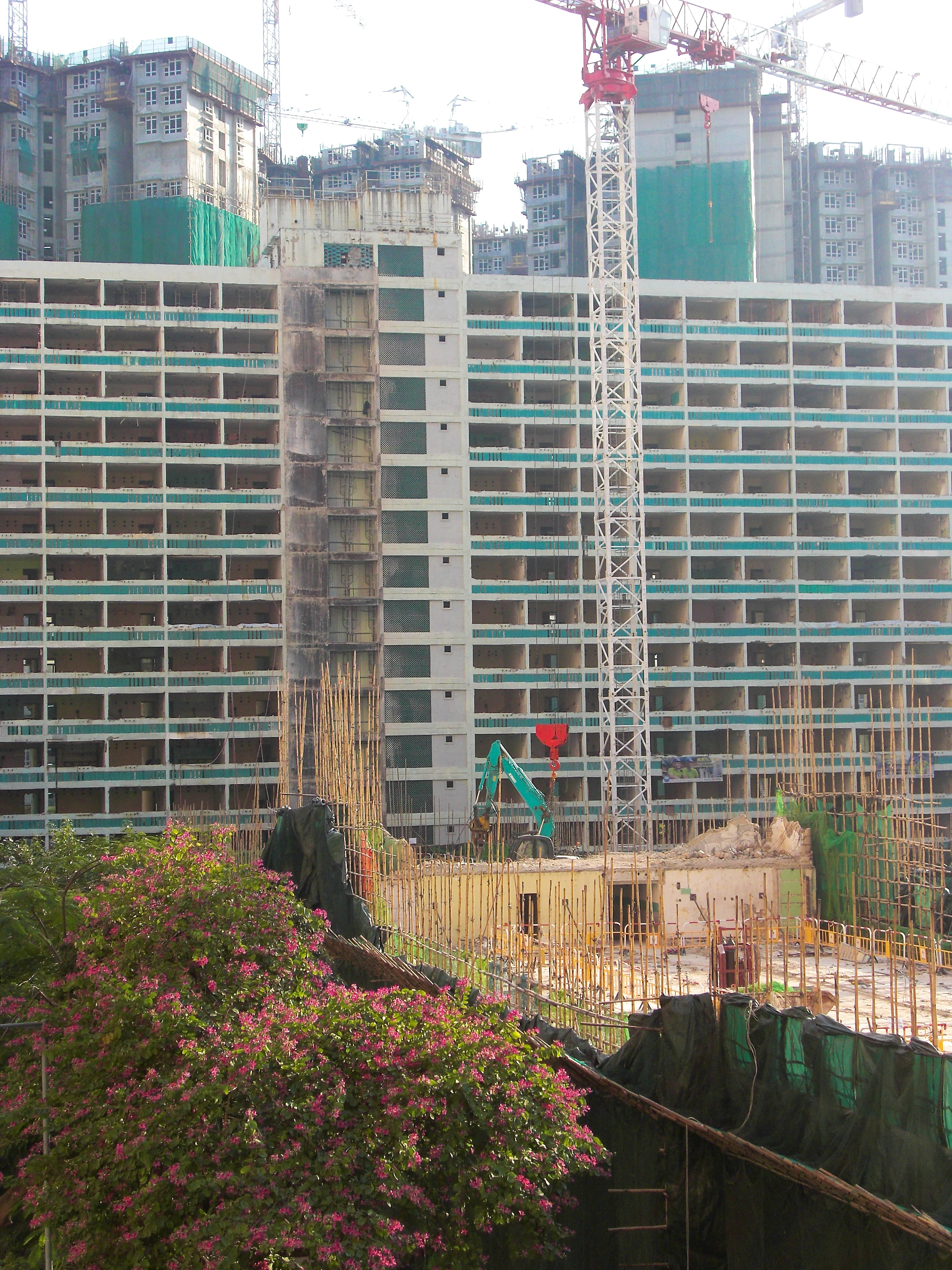
拆卸中的第10座 （2010年12月）
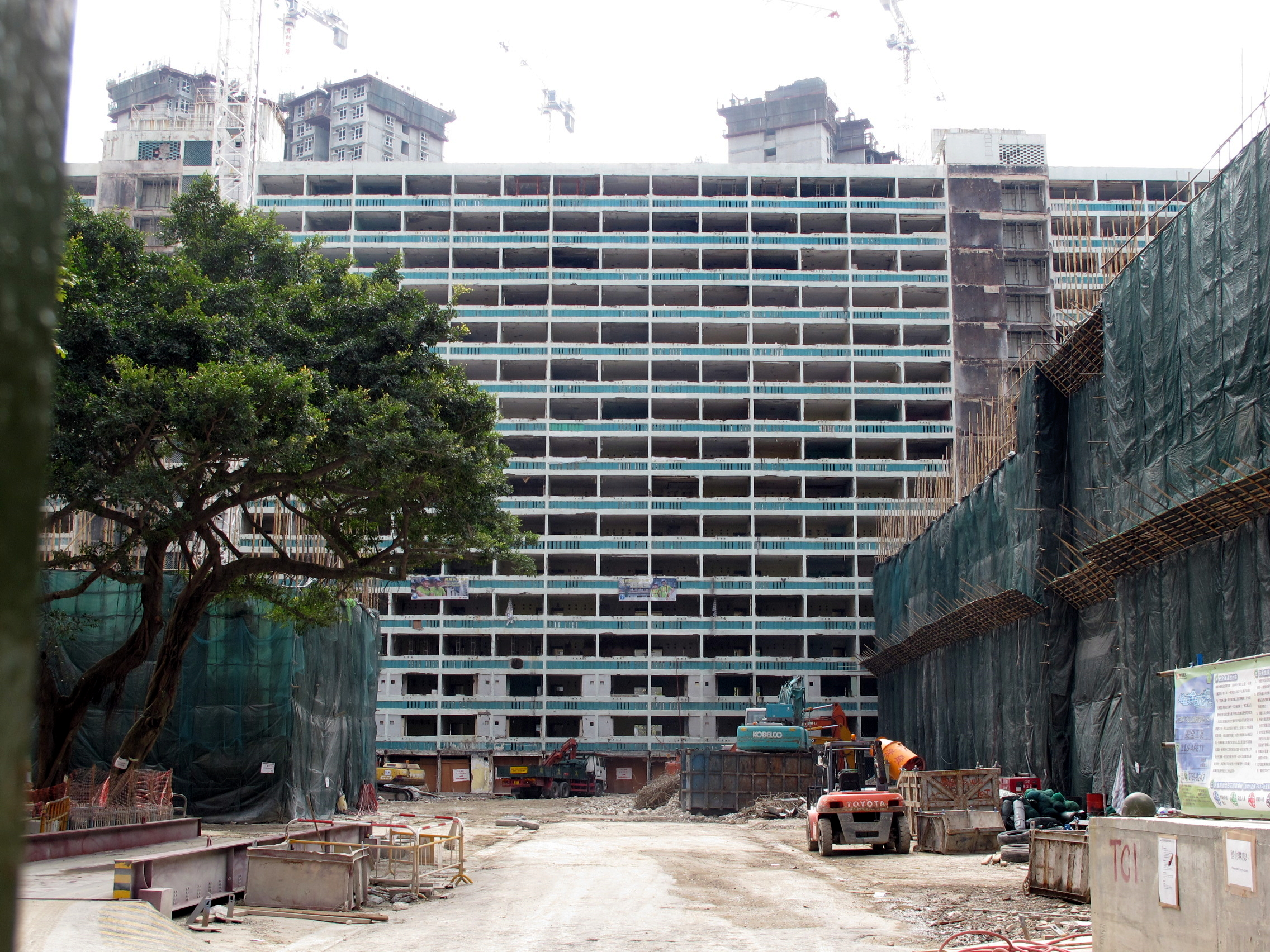
清拆中的第11座 （2011年1月）
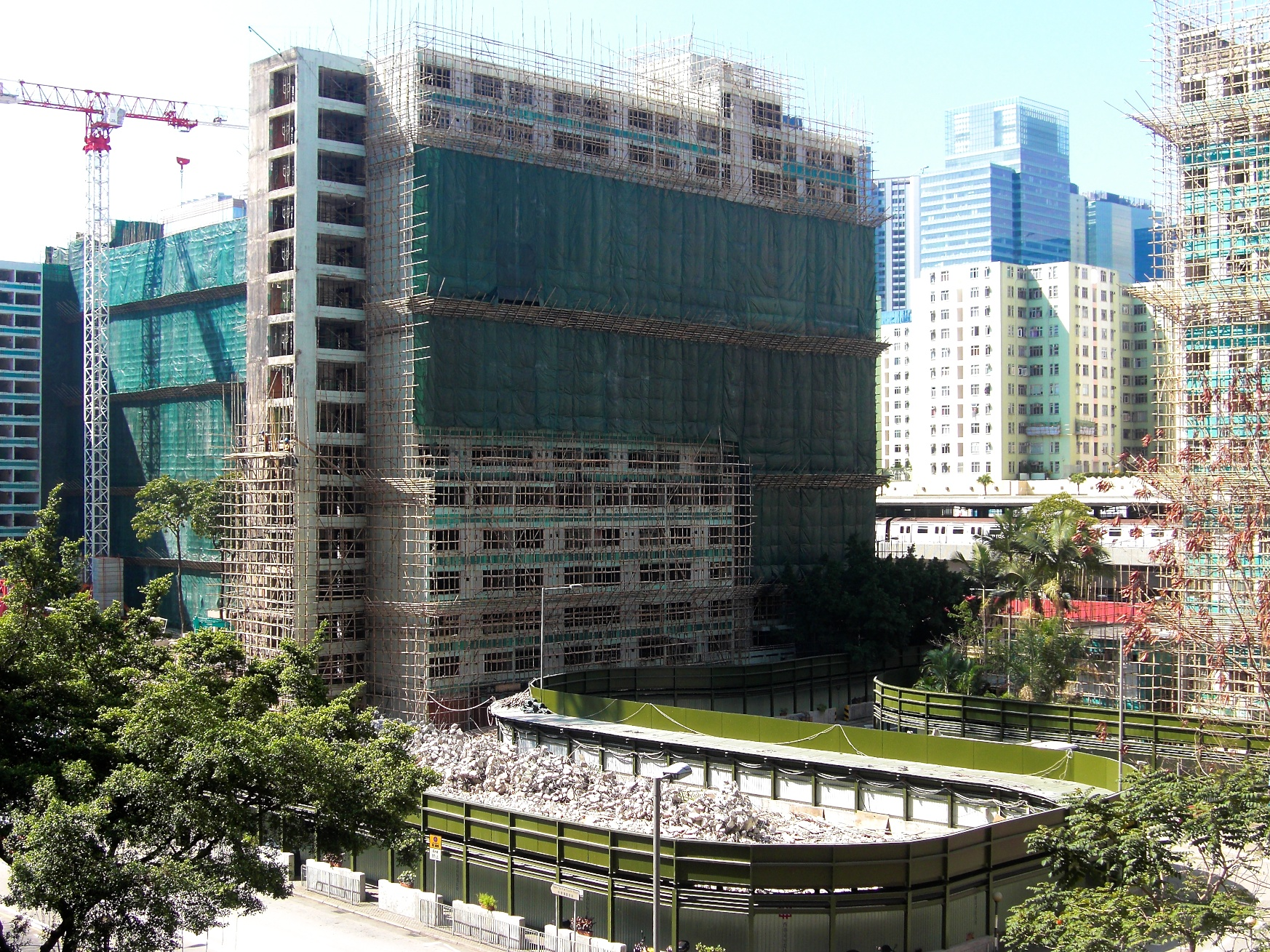
拆卸中的第12座 （2011年2月）
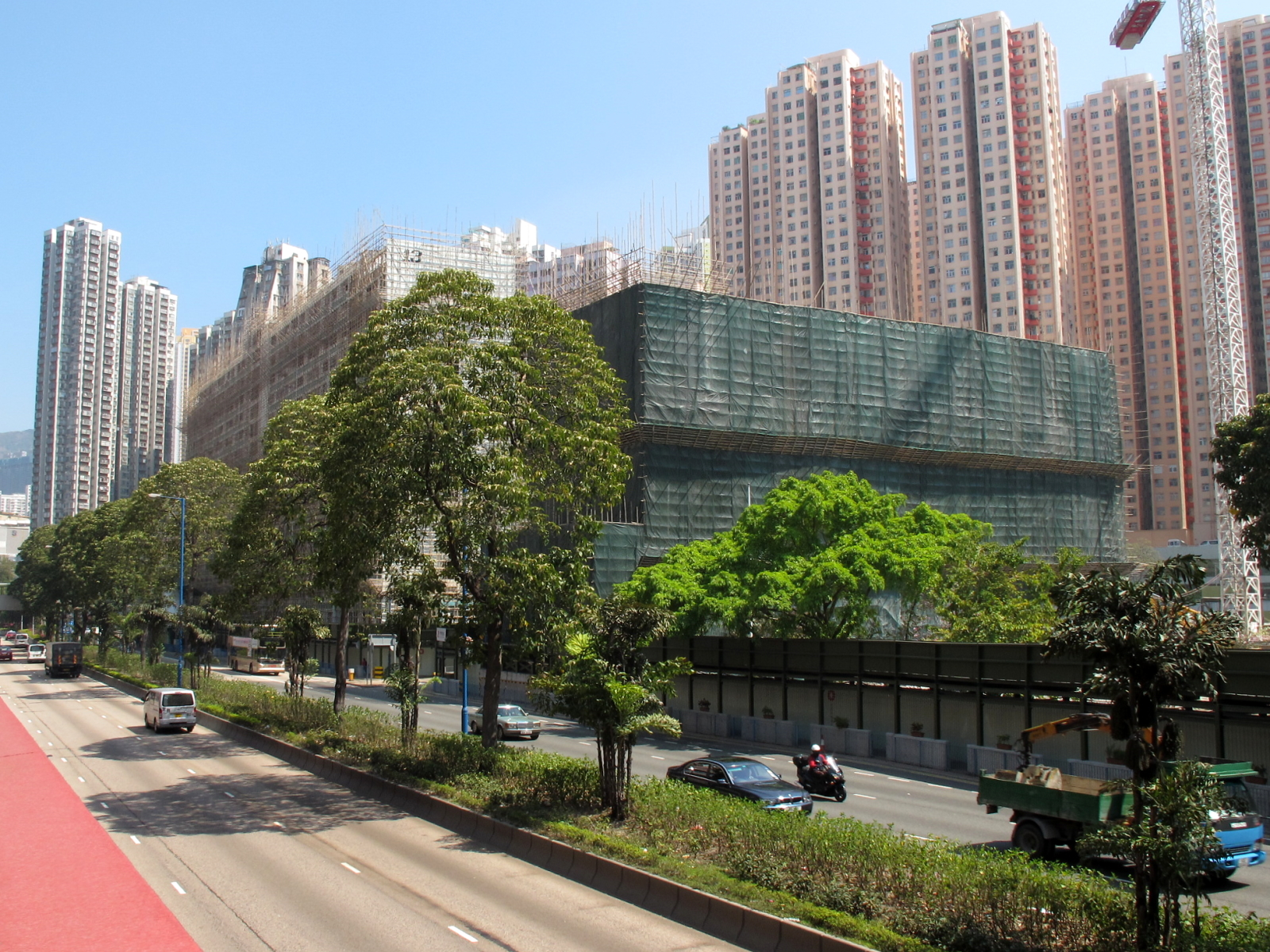
拆卸中的第11及13座 （2011年4月）
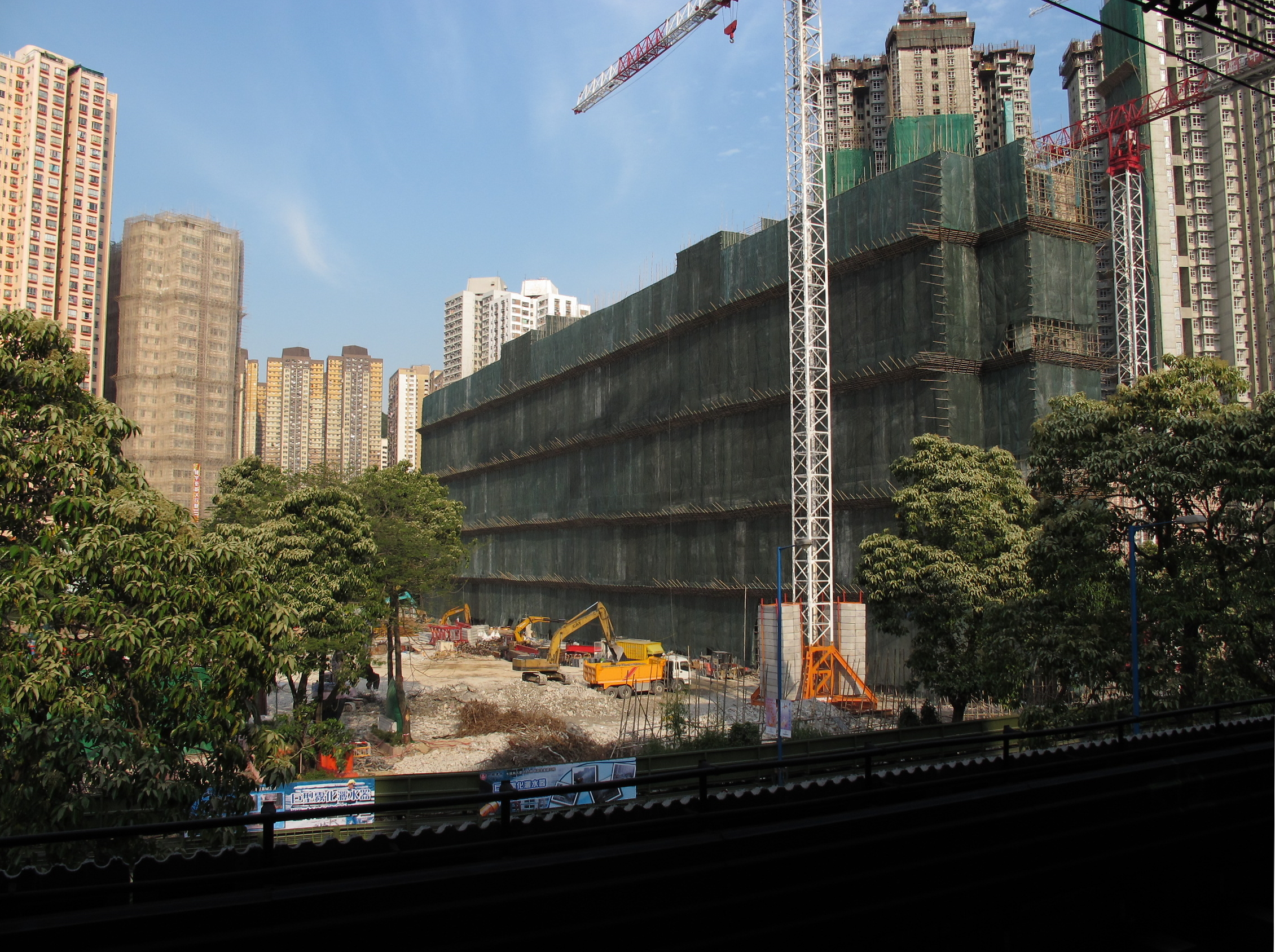
拆卸中的第9座 （2011年4月）
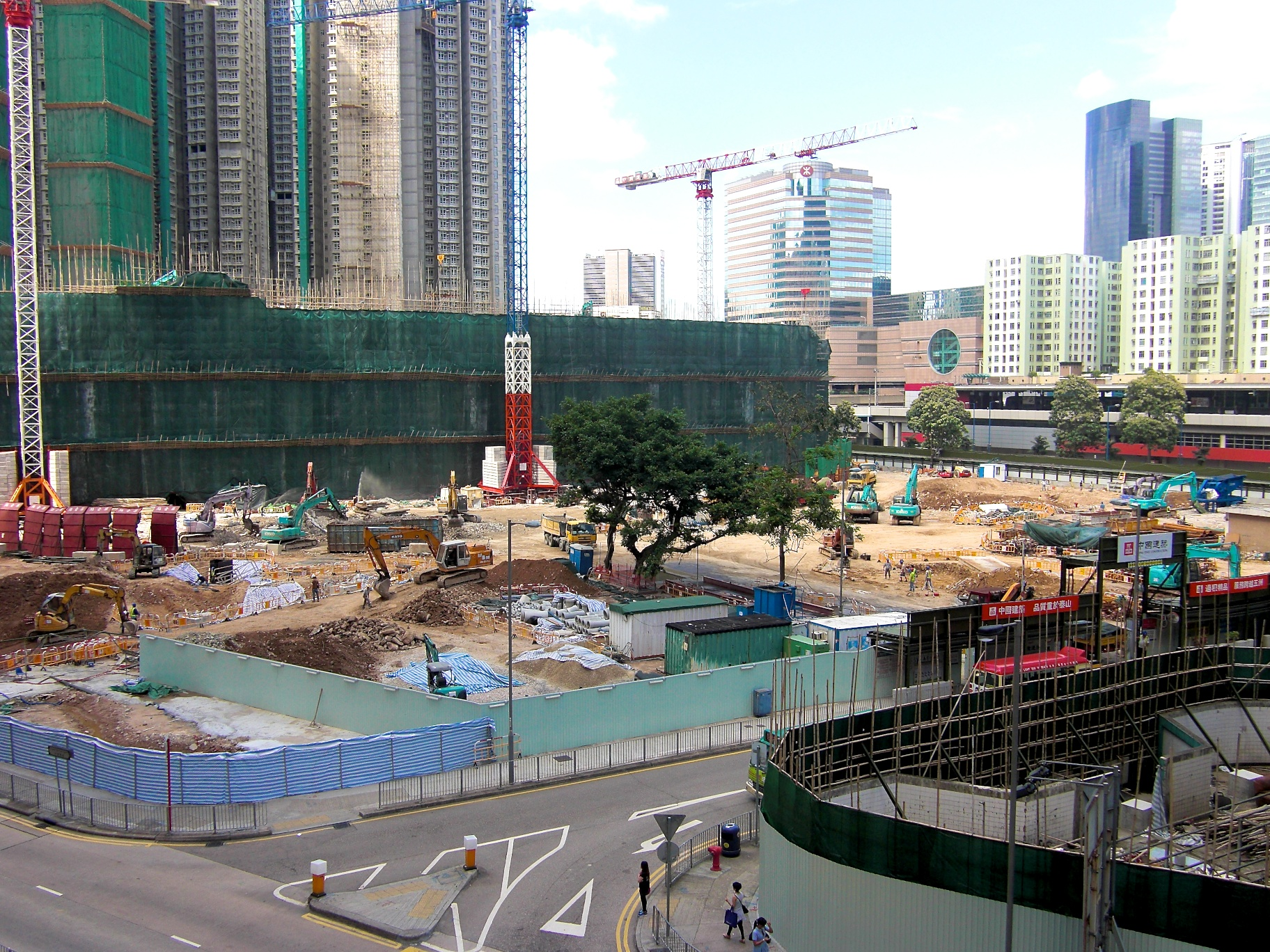
拆卸中的第9座，圖中亦可見各座拆卸後剩下的空地 （2011年6月）
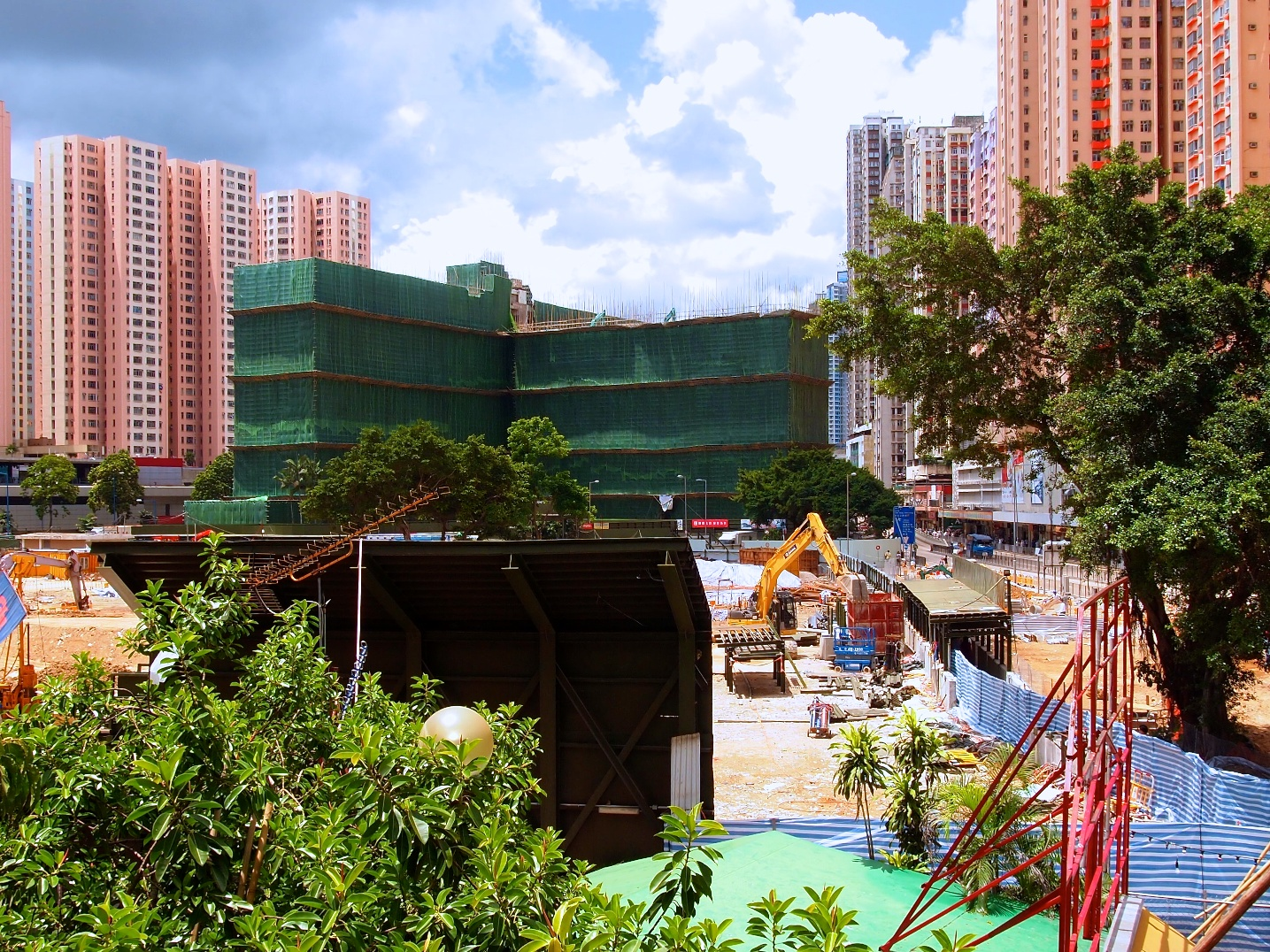
拆卸中的第13及14座，亦是最後一幢拆卸的徙置大廈 （2011年8月）
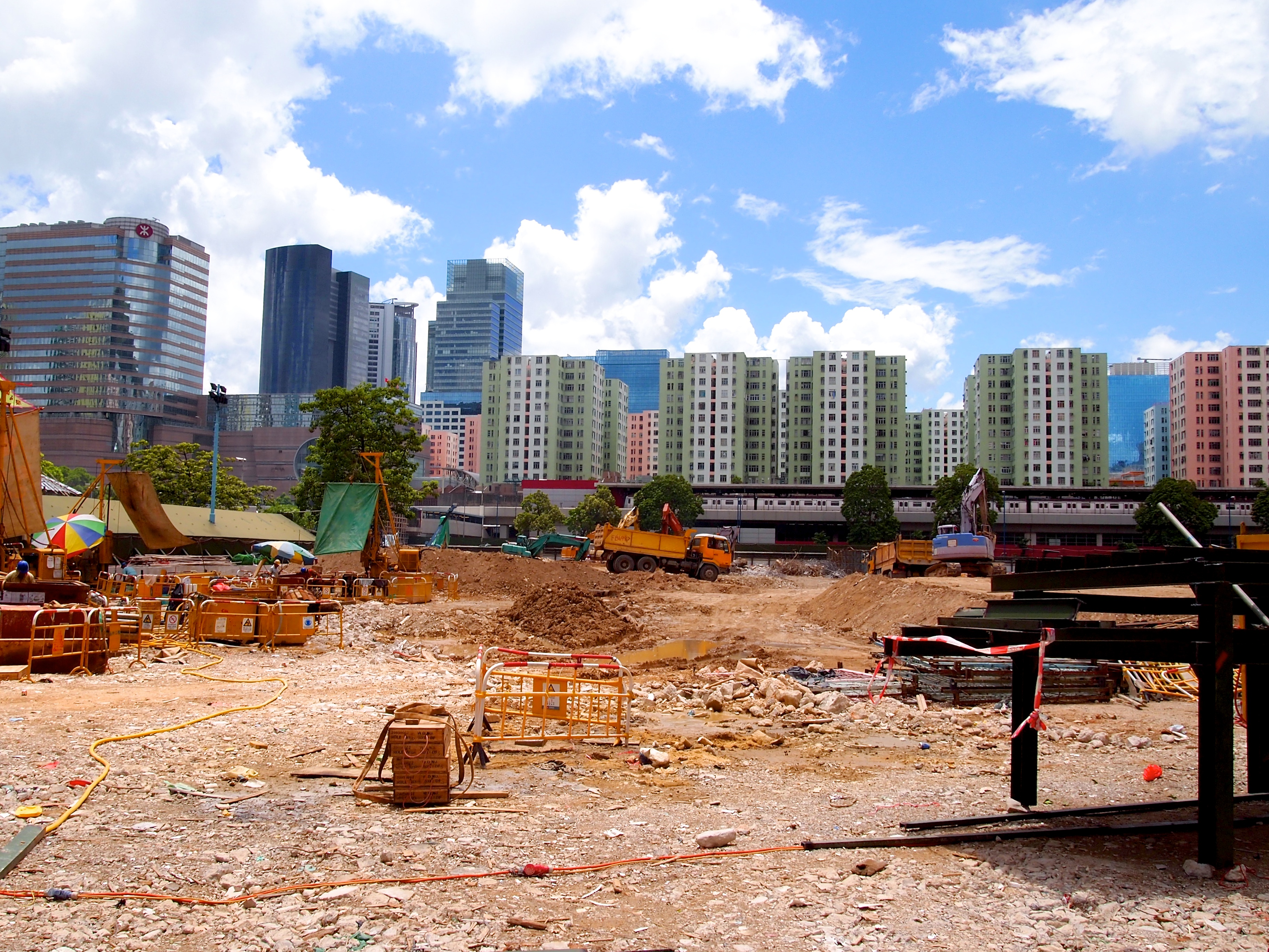
第8、9及10座的拆卸後的空地 （2011年8月）
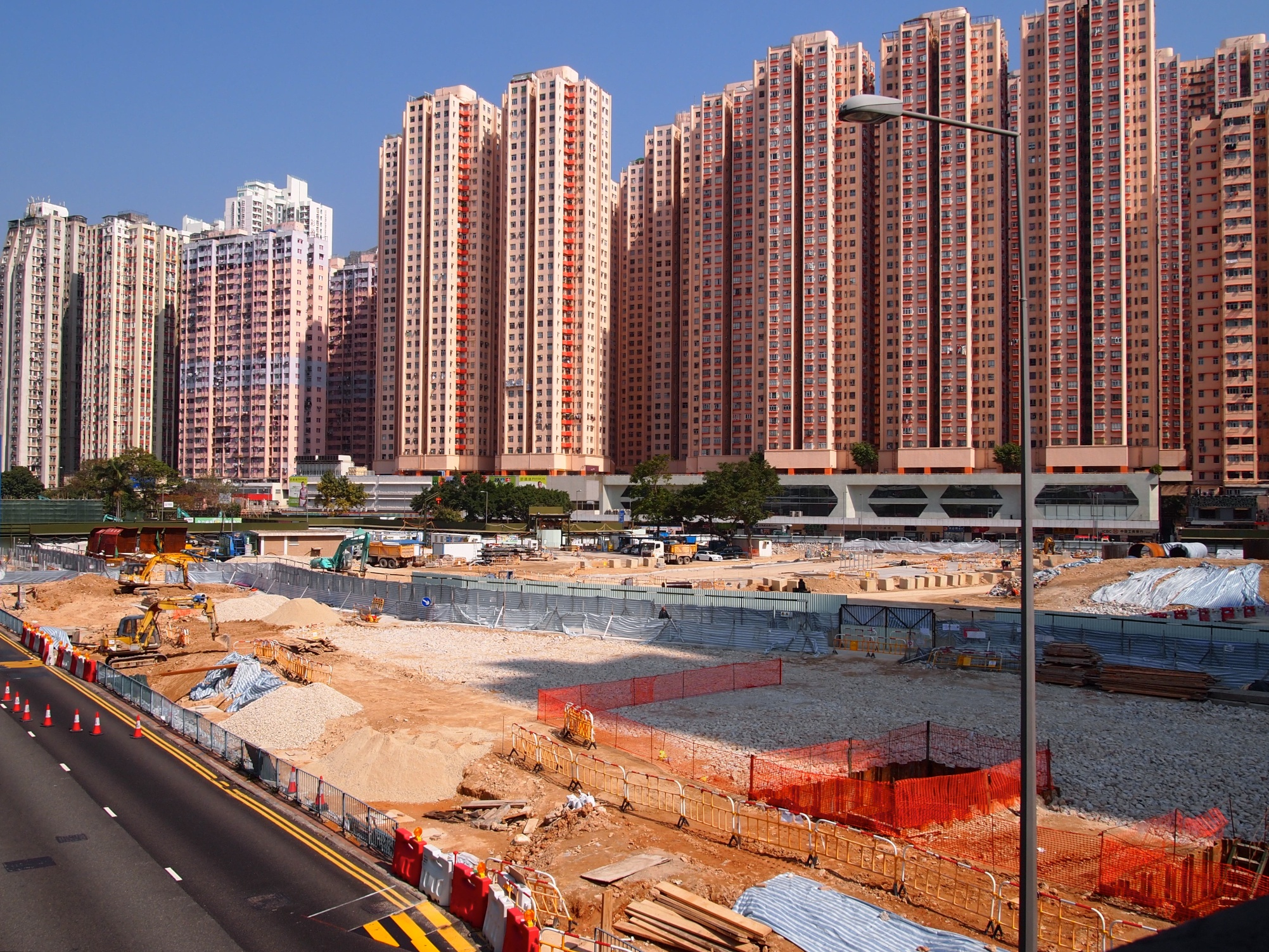
一覽牛頭角下邨完成拆卸工程後的空地 （2012年1月）
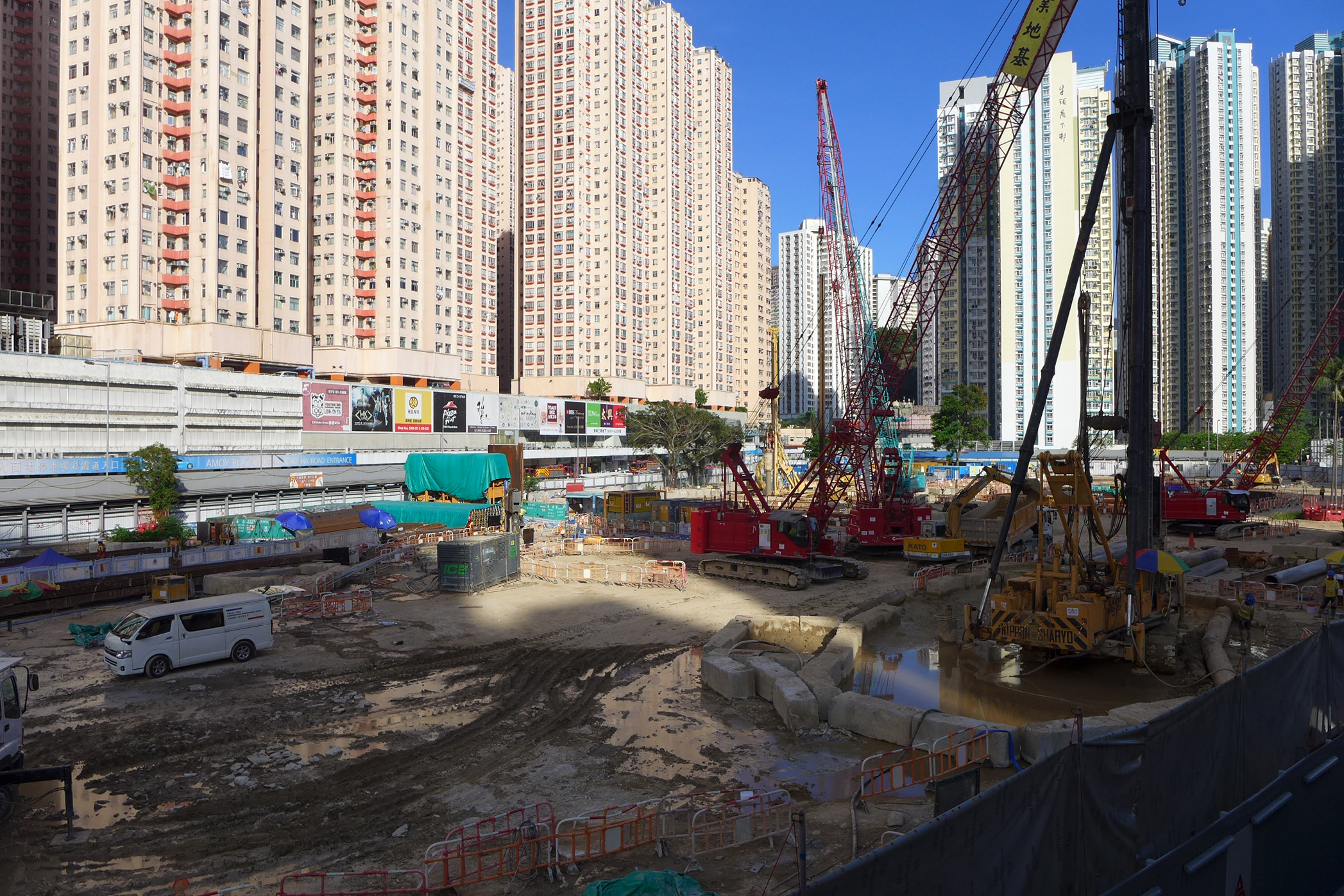
東九文化中心地盤 （2016年6月）
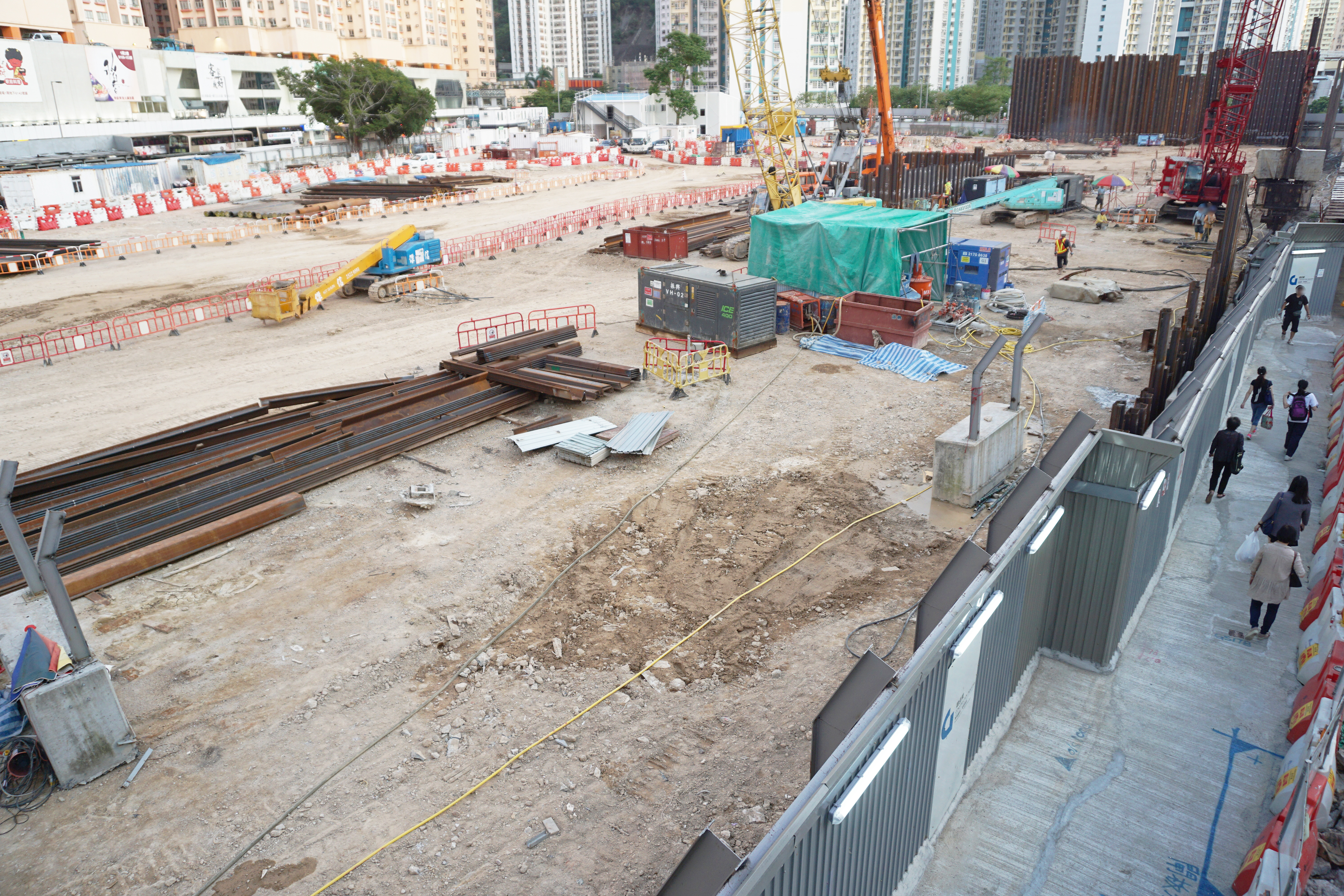
東九文化中心地盤 （2017年10月）

在2013年3月，長遠房屋策略督導委員會會員暨房委會委員蔡涯棉建議，香港房屋需求殷切，加上西九文化區即將落成，有關部門應該重新審視第二期土地的發展，包括用以興建私人樓宇或者公營房屋，善用土地資源。蔡涯棉指出，過去香港土地供應充裕時，香港政府撥出大幅土地用作興建社區設施無可厚非，但是目前香港土地供應短缺，加上該塊土地面積逾3公頃，可以即時興建住宅，認為有關部門應重新檢討該塊土地的規劃發展，包括撥出部份土地興建公屋，或者將社區文化中心設置於大廈低層，以利用地皮興建房屋。唯上述建議不獲採納。其後，民政事務局發言人表示，牛頭角下邨跨區社區文化中心的工程計劃的技術可行性研究已經完成，有關部門將會繼續按照既定程序推展有關的工程項目，暫時未有時間表。2014年12月12日，民政事務局聯同康樂及文化事務署和建築署向立法會民政事務委員會提交興建東九文化中心建議，預計於2015年年初向立法會工務小組委員會和立法會財務委員會提交建議及撥款申請，預算為39億9千8百萬港元。工程於2015年下半年動工，於2023年完成。

### 現時樓宇

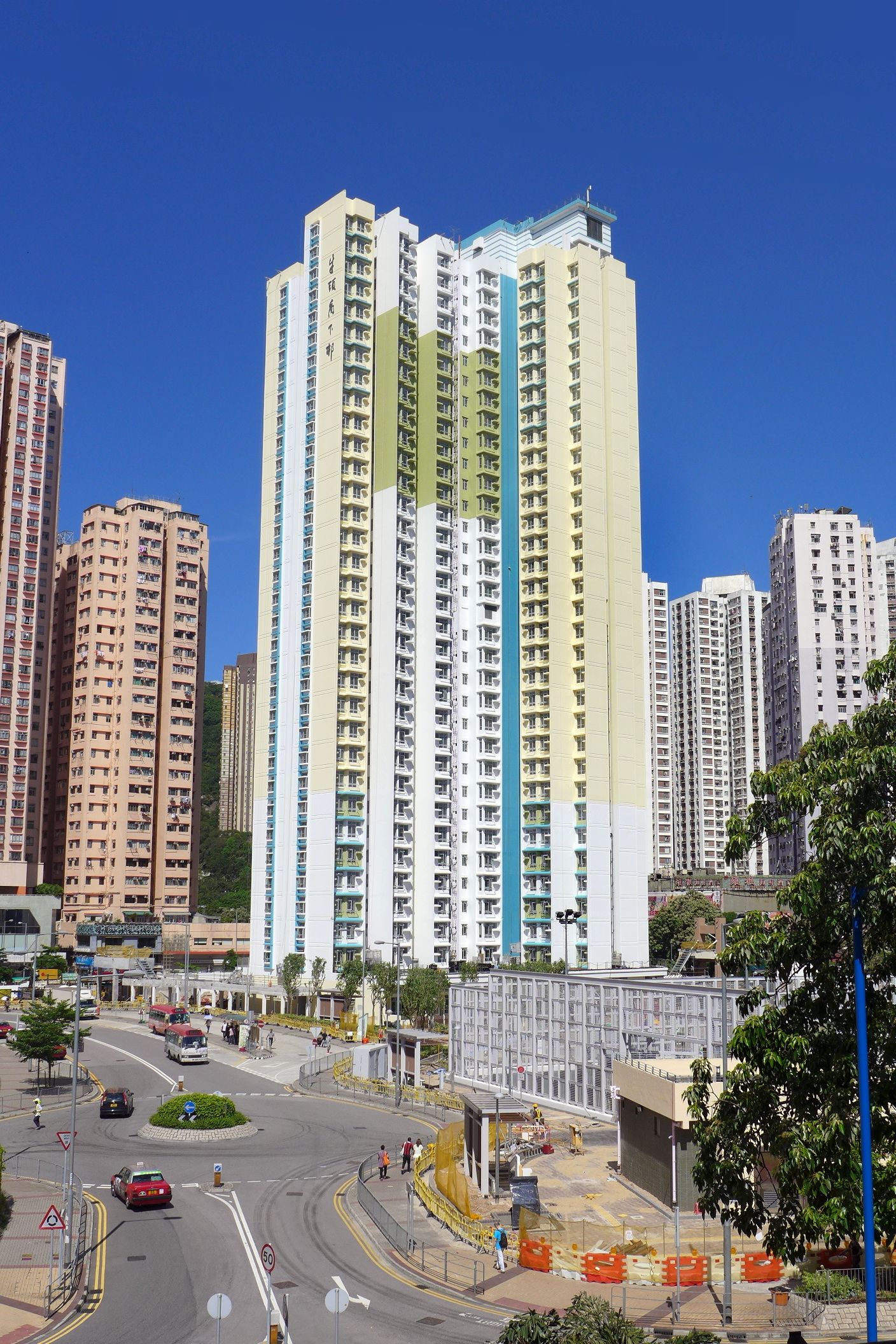
貴華樓（2015年6月）

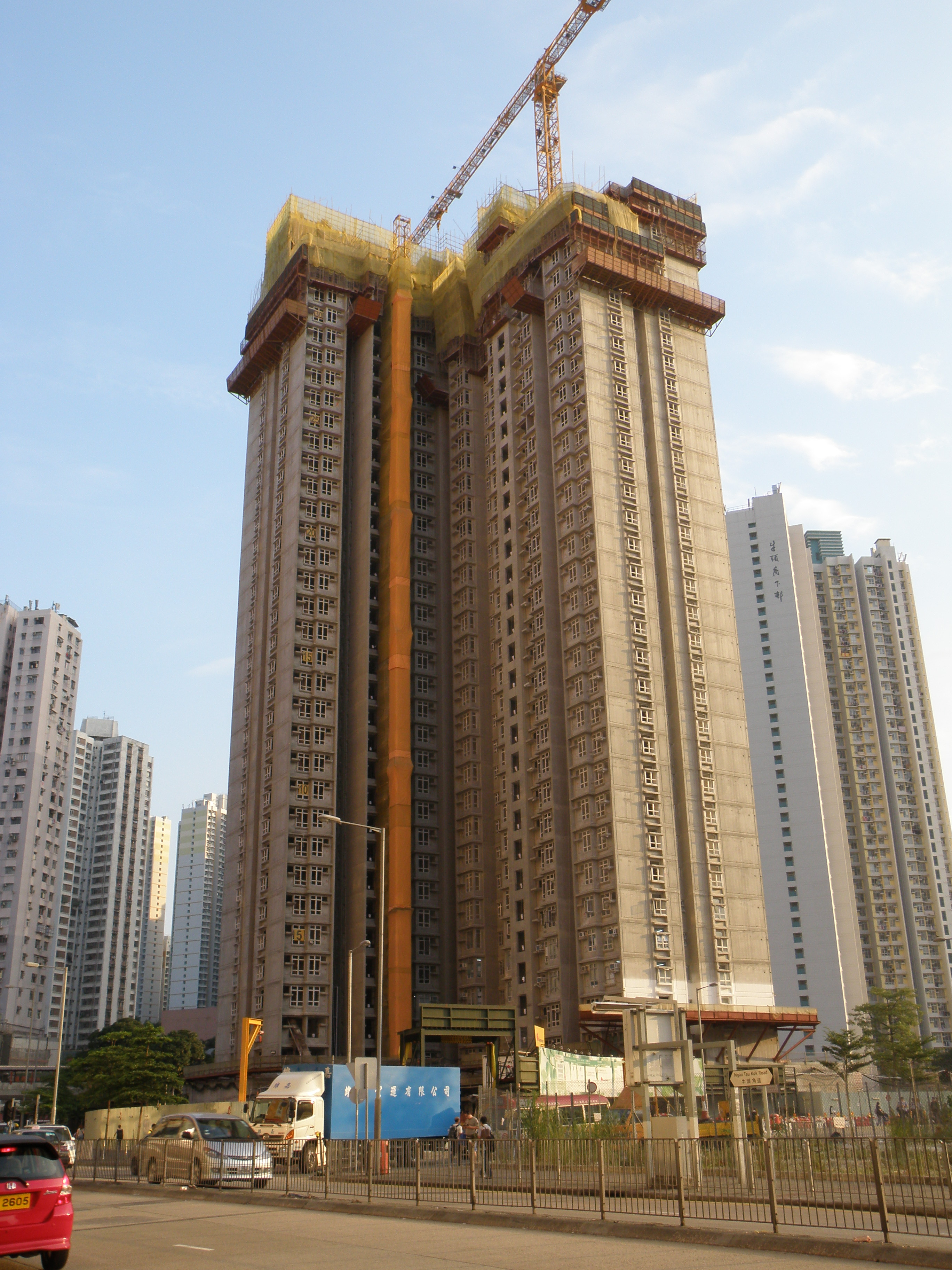
貴華樓的地盤（2014年10月）

牛頭角下邨各大廈以「貴〇樓」命名，是以共通字命名樓宇的房委會公共屋邨中少數與屋邨名稱或鄰近主幹道及其諧音皆無關的公共屋邨之一（其它例子為大窩口邨、和樂邨及福來邨）。此外，第一期大廈各座大廈名稱之第二字、拼合後可組成「亮月顯新輝」一句，其後興建的部分屋邨如水泉澳邨亦採用同樣組句方式為大廈命名。
值得一提是，由房屋署在文件及地盤圍板上，所提供的樓宇層數是包括地面層及部份樓宇位於24樓的隔火層。
| 樓宇名稱（座號） | 門牌號碼      | 樓宇類型                  | 落成年份 | 層數 | 每層伙數 | 每座單位總數（伙） | 建築師                                                       | 承建商                      | 提供升降機的廠商 | 期數 （牛頭角下邨重建） |
| ---------------- | ------------- | ------------------------- | -------- | ---- | --- | ------------------ | ------------------------------------------------------------ | --------------------------- | ---------------- | ----------------------- |
| 貴亮樓（第1座）  | 牛頭角道120號 | 非標準設計大廈 （Y字型）  | 2012年   | 41   | 19（1-18樓、20-40樓） 18（19樓）                                                                                         | 759                | 房屋署總建築師 楊耀輝為首及其團隊、 周古梁建築工程師有限公司 | 有利建築、 建榮工程（打樁） | 星瑪 Di5 VVVF    | 1                       |
| 貴月樓（第2座）  | 牛頭角道120號 | 非標準設計大廈 （十字型） | 2012年   | 46   | 20（1-18樓、20-23樓、25-45樓） 19（19樓） 不設單位（24樓）                                                               | 879                | 房屋署總建築師 楊耀輝為首及其團隊、 周古梁建築工程師有限公司 | 有利建築、 建榮工程（打樁） | 星瑪 Di5 VVVF    | 1                       |
| 貴顯樓（第3座）  | 牛頭角道120號 | 非標準設計大廈 （十字型） | 2012年   | 48   | 15，不設3-7號單位（貴顯樓1樓） 15，不設4-8號單位（貴新樓1樓） 20（2-18樓、20-23樓、25-47樓） 19（19樓） 不設單位（24樓） | 914                | 房屋署總建築師 楊耀輝為首及其團隊、 周古梁建築工程師有限公司 | 有利建築、 建榮工程（打樁） | 星瑪 Di5 VVVF    | 1                       |
| 貴新樓（第4座）  | 牛頭角道120號 | 非標準設計大廈 （十字型） | 2012年   | 48   | 15，不設3-7號單位（貴顯樓1樓） 15，不設4-8號單位（貴新樓1樓） 20（2-18樓、20-23樓、25-47樓） 19（19樓） 不設單位（24樓） | 914                | 房屋署總建築師 楊耀輝為首及其團隊、 周古梁建築工程師有限公司 | 有利建築、 建榮工程（打樁） | 星瑪 Di5 VVVF    | 1                       |
| 貴輝樓（第5座）  | 牛頭角道120號 | 非標準設計大廈 （十字型） | 2012年   | 41   | 20（1-13樓） 19（14-18樓、20-40樓） 18（19樓）                                                                           | 772                | 房屋署總建築師 楊耀輝為首及其團隊、 周古梁建築工程師有限公司 | 有利建築、 建榮工程（打樁） | 星瑪 Di5 VVVF    | 1                       |
| 貴華樓（第6座）  | 牛頭角道120號 | 非標準設計大廈 （L字型）  | 2015年   | 33   | 18（2-18樓、20-30樓） 17（19樓） 14，不設15-18號單位（31-32樓）                                                          | 549                | 房屋署總建築師 楊耀輝為首及其團隊、 周古梁建築工程師有限公司 | 金門建築                    | 日立 HVF VVVF    | 2                       |

### 設施
牛頭角下邨向牛頭角道設有露天的中央廣場，中央廣場兩旁是一個小型的商場，名為牛頭角下邨廣場，共有五間商舖。屋邨設有多個遊樂設施。另外，屋邨設有四層多層停車場，停車場天台也設有休憩設施。
重建前學校
- 佛教慈敬學校（原校舍，2002年遷往九龍灣）
- 五邑司徒浩學校（與第3座相連）
- 牛頭角聖鮑思高學校（與第4座相連，於2002年遷入佛教慈敬學校原校舍，至2006年結束）
- 路德會聖馬太學校（鄰近第8座，於2008年併入路德會聖馬太學校（秀茂坪））
- 基督教中國佈道會聖道學校（原校舍，與第5座相連）
- 天主教柏德學校（原校舍；留守班別於2008年併入九龍灣新校舍）
- 牛頭角英皇幼稚園第二分校
- 基光幼稚園

重建後學校
- 香港基督教服務處雋樂幼稚園 （页面存档备份，存于）

## 區議會分區
牛頭角下邨以前與牛頭角上邨共組為上牛頭角、中牛頭角及下牛頭角選區，上牛頭角選區覆蓋牛頭角上邨，中牛頭角選區覆蓋牛頭角下邨（一區），而下牛頭角覆蓋牛頭角下邨（二區）。由於只有牛頭角下邨（一區）及少部份牛頭角下邨（二區）重建後仍作住宅用途，人口不足以支持三個選區，現時牛頭角下邨聯同牛頭角上邨同屬牛頭角選區，現任區議員為民建聯梁騰。而立法會議員陳鑑林由1988年起出任中牛頭角選區區議員。在2015年區議會選舉臨時劃界建議，牛頭角下邨將與原屬佐敦谷選區的樂雅苑、安基苑合組為新的牛頭角下邨選區。

## 著名居民
- 李慧詩：前香港單車運動員，别号“牛下女车神”

## 外景場地
- 無綫電視劇集《義不容情》
- 香港電台電視節目《流金頌》第8集《落葉歸根》[33]
- 方大同《玩樂》MV[34]
- 影音使團「人生熱線影院」主題曲 - 陳敏之《秋雨甘霖》MV [35]
- 無綫電視劇集《情越雙白線》第15集[36]
- 亚洲电视劇集《危险人物》
- 無綫電視劇集《牛下女高音》

## 事件

### 牛頭角下邨第3座1404室命案
1968年5月21日早上8時15分，少婦梁潔娟（28歲）被情夫陳偉明（28歲）闖入家中並狂刺21刀，當場死亡，而其五歲女兒更親眼目擊案發過程。

### 天臺雙重凶殺案
1974年8月14日，牛頭角下邨内，四男二女在上址大廈天臺閑談時，突遭到9名持利器男子狂砍，造成四名男子兩死兩重傷。而兩名女子則無恙，其中一名女子不知所蹤。据事後瞭解，凶手中有一人是其中一名女子的兄長，因此有可能是為爭女而爆發衝突。死傷者由十六到十八嵗不等。在事件發生後，另外一名女子則在天臺大喊救命。最後附近街坊報警。据瞭解，幾名凶手均是慈雲山黑社會「十四K」會員。

### 牛頭角下邨第9座2樓140室灶底藏屍案
1975年8月16日140室戶主李亞來（55歲）及兇手黃坤泰（23歲）因黑市公屋單位出讓問題而發生爭吵，混亂中被黃坤泰一個鐵鎚擊斃，並將屍體埋在灶底。直至8月22日，位於兇案單位樓下的士多東主和妹妹開舖時，發現天花有臭得令人作嘔的血水滴下而報警。警察到位於樓上一層，黃坤泰的單位後要求他鑿開灶內的英泥，之後便發現屍體包裹著浸滿血水的報紙，屍身腐爛並爬滿蛆蟲。兇手黃坤泰被判終身監禁。1994年12月，正當有關方面考慮將他假釋之際，黃坤泰在小欖精神病治療中心內上吊自盡。
- 改編作品：麗的電視劇集《十大奇案：血》、無綫電視劇集《刑警》「愛情深厚」單元

### 女子被剝强奸
1978年4月21日，一名在灣仔工作的30嵗女性在凌晨3點回到牛頭角下邨，在第十座乘坐電梯擬返回住處時，被一名假裝問路的年約20嵗男青年打劫。男子將女子挾持到第八座十樓到十一樓之間的樓梯轉角處，搶走女子身上僅存的四百五十元現金後，見女子尚有姿色，色心大起，將女子身上衣物全部剝光，隨後强奸女子，事後逃走。女子穿好衣物後，跑至附近人家中報警。

### 兒子槍擊父親後逃跑
1978年12月25日下午二點，牛頭角下邨第七座發生血案。一名七旬老翁與十六嵗兒子在家中發生爭執，老翁被氣槍塑膠利彈擊傷左手，更被氣槍杆打穿頭部。兒子隨後逃跑。老翁報警後被送往醫院治理。而警方在經過調查後，懷疑案件與老翁十六嵗的兒子有關。

### 牛頭角下邨金行劫案
1980年5月24日下午，四名劫匪手持刀槍，前往牛頭角下邨第六座順興金行行劫，掠去價值約三十九萬元的金飾後逃走。適逢有一休班警員剛好巡視該處，立刻跟蹤劫匪。并在觀塘道與其他警員會和。警方而後捕獲一名劫匪，並成功追回大部分贓物。

### 女學生遭色魔蹂躪
1981年12月9日清晨七時三十分，家住牛頭角下邨第五座七樓一單位的十六嵗女學生在回家途中，被一名年約26嵗的持刀男子逼迫前往垃圾房。隨後男子對女學生施暴，女子不敢反抗。男子離開後女子報警，並告訴警方男子約莫26-27嵗左右，右腿處有紋身。

### 嚴重急性呼吸系統綜合症
2003年香港爆發嚴重急性呼吸系統綜合症，雖然發源地為牛頭角下邨旁的淘大花園，但是牛頭角下邨也有居民感染，世界衛生組織環境專家小組更於當年4月前往牛頭角下邨進行查證。

### 引用
1. ↑  .   [2019-07-12]. （原始内容存档于2019-07-11）.
2. ↑  Estate Property. Housing Authority.
3. 1 2  東方日報. . 2015-11-27  [2021-04-10]. （原始内容存档于2021-04-10）.
4. ↑  工商晚報. . 1955-11-15.
5. ↑  .   [2018-08-02]. （原始内容存档于2021-06-12）.
6. ↑  . 華僑日報. 1986-08-27  [2021-08-30]. （原始内容存档于2022-11-27）.
7. ↑  . 華僑日報. 1968-01-21  [2022-06-15]. （原始内容存档于2023-11-23）.
8. ↑   (PDF).   [2021-09-13]. （原始内容存档 (PDF)于2021-03-10）.
9. ↑  .   [2018-11-19]. （原始内容存档于2021-03-04）.
10. ↑  .   [2019-09-18]. （原始内容存档于2020-03-13）.
11. ↑  於牛頭角下邨興建跨區社區文化中心及重建綜合發展計劃[永久] 觀塘區議會
12. ↑  房屋署收回牛頭角下邨(二區)單位過程順利 香港房屋委員會及房屋署新聞稿，2009年11月25日
13. ↑   (PDF). 2012-04-17.   [2025-02-21].
14. ↑  牛下邨地皮倡改建屋 （页面存档备份，存于） 《東方日報》 2013年3月15日
15. ↑  民政事務局局長在立法會民政事務委員會會議有關在牛頭角興建東九文化中心的開場發言 （页面存档备份，存于） 《新聞公報》 2014年12月12日
16. ↑   (PDF).   [2015-01-11]. （原始内容存档 (PDF)于2020-03-13）.
17. ↑  牛頭角擬建東九文化中心 （页面存档备份，存于） 《東方日報》 2014年12月6日
18. ↑  牛頭角擬建東九文化中心 （页面存档备份，存于） 《太陽報》 2014年12月6日
19. ↑  .   [2019-07-12]. （原始内容存档于2019-07-11）.
20. 1 2  .   [2016-08-22]. （原始内容存档于2016-09-27）.
21. 1 2  .   [2016-08-22]. （原始内容存档于2017-02-05）.
22. 1 2  .   [2016-08-22]. （原始内容存档于2017-01-09）.
23. ↑  .   [2016-08-22]. （原始内容存档于2017-01-17）.
24. 1 2  .   [2016-08-22]. （原始内容存档于2017-01-08）.
25. 1 2  .   [2016-08-22]. （原始内容存档于2018-10-29）.
26. 1 2  .   [2016-08-22]. （原始内容存档于2016-10-22）.
27. ↑  .   [2016-08-22]. （原始内容存档于2016-10-26）.
28. ↑  .   [2016-08-22]. （原始内容存档于2016-10-24）.
29. ↑  牛頭角站　—　旺角登打士街[永久]
30. ↑  .   [2016-08-22]. （原始内容存档于2016-09-27）.
31. ↑  .   [2016-08-22]. （原始内容存档于2016-09-27）.
32. ↑  .   [2016-08-22]. （原始内容存档于2016-09-27）.
33. ↑  .   [2009年9月11日]. （原始内容存档于2009年7月28日）.
34. ↑  ,   [2023-11-12], （原始内容存档于2023-11-12） （中文（繁體））
35. ↑  .   [2021-01-17]. （原始内容存档于2021-01-24）.
36. ↑  情越雙白線第15集
37. ↑  . 工商晚報. 1968-05-21  [2022-06-15]. （原始内容存档于2022-10-20）.
38. ↑  (香港工商日報), 1974-08-15. . mmis.hkpl.gov.hk.   [2024-02-20].
39. ↑  . 東方日報. 2018-02-07  [2020-12-13]. 原始内容存档于2022-04-22 （中文）.
40. ↑  (工商晚報), 1978-04-21. . mmis.hkpl.gov.hk.   [2024-02-20].
41. ↑  (華僑日報), 1978-12-26. . mmis.hkpl.gov.hk.   [2024-02-20].
42. ↑  工商晚報, 1980-05-25. . mmis.hkpl.gov.hk.   [2024-02-25].
43. ↑  工商晚報, 1981-12-09. . mmis.hkpl.gov.hk.   [2024-02-25].
44. ↑  爾東、 李健. . 香港: 明報出版社. 2009-06-01: 第6頁. ISBN 9789888026098.